# Naszvad
Naszvad (szlovákul Nesvady) város  Szlovákiában, a Nyitrai kerület Komáromi járásában. Közigazgatási területe 57,9 km². 2020. január 1-től város.

## Fekvése
A település a Nyitra és a Zsitva folyók közötti síkságon, a Nyitra bal partján, 109–114 méter tengerszint feletti magasságban, Komáromtól 23 km-re északra, Ógyallától 10 kilométerre északnyugatra, Érsekújvártól 7 kilométerre délnyugatra található.
Délről Ímely és Vágfüzes, nyugatról Gúta és rövid szakaszon Kamocsa, keletről Bajcs, északról Érsekújvár határolja. Katasztere nyugaton egészen a Vág-Dunáig nyúlik. Anyala (Aňala), Ógúta (Stará Gúta) és Hamusad (Hamušad) puszták tartoznak hozzá.

## Élővilága

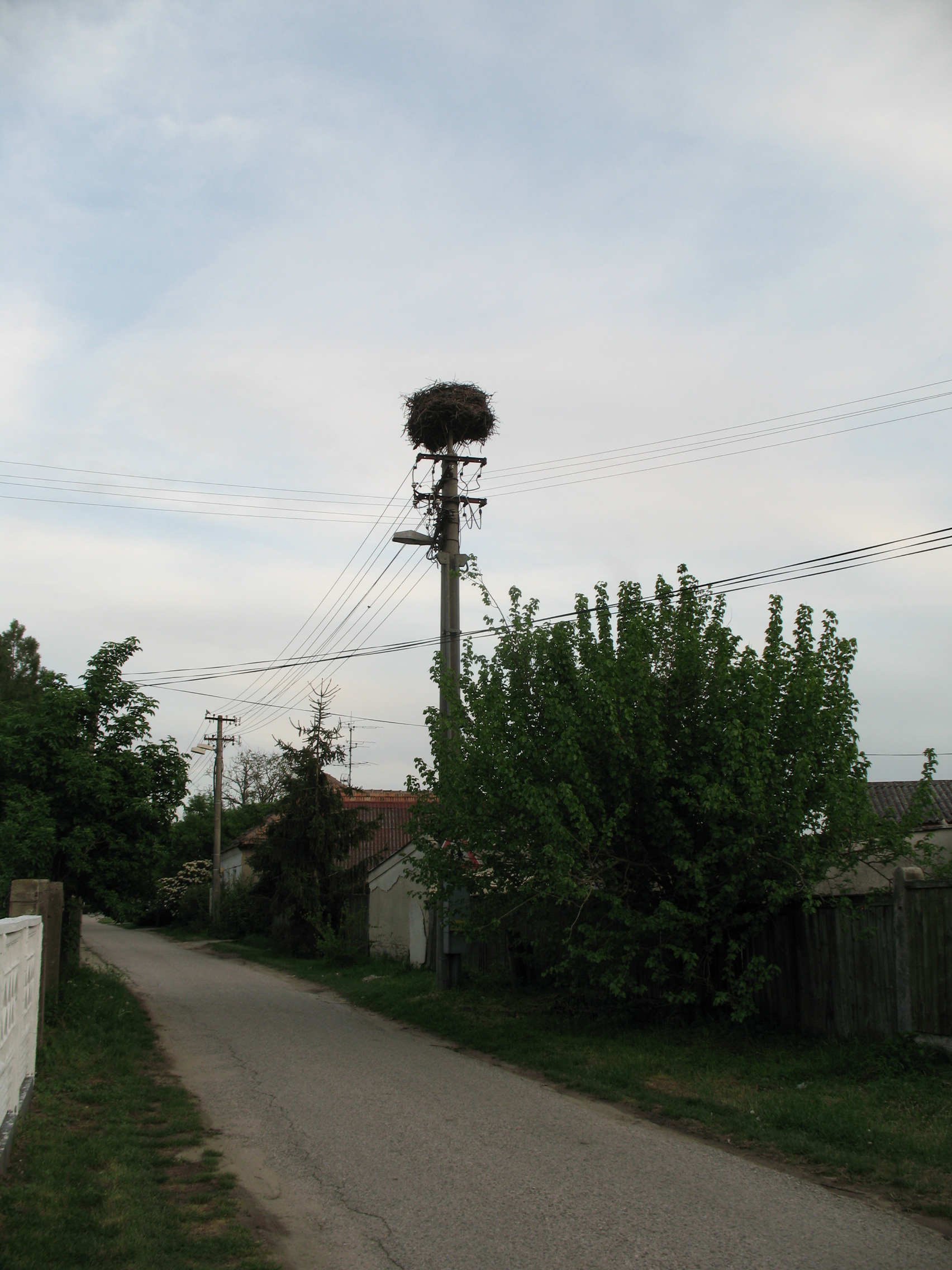
Gólyafészek
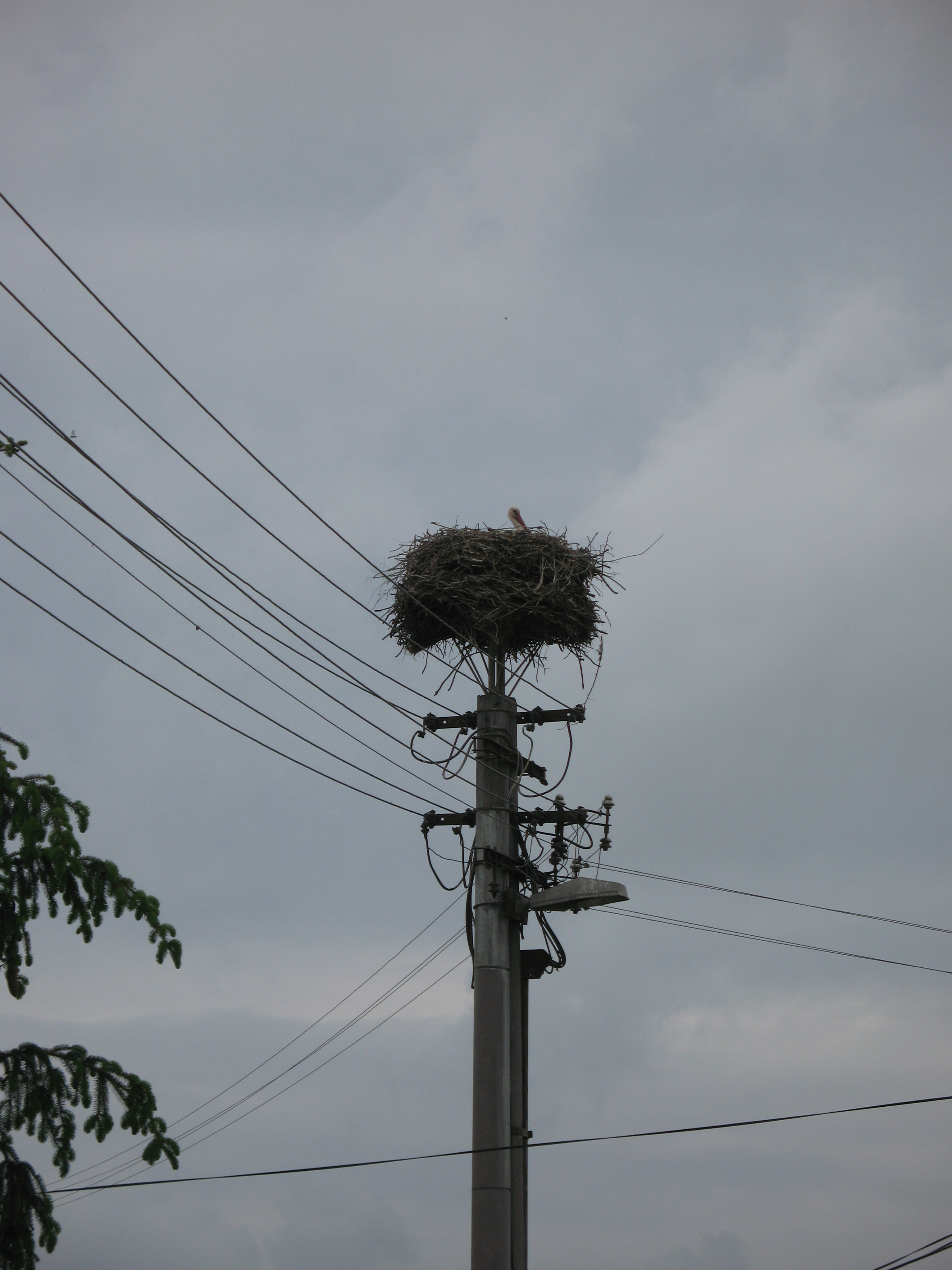
2014
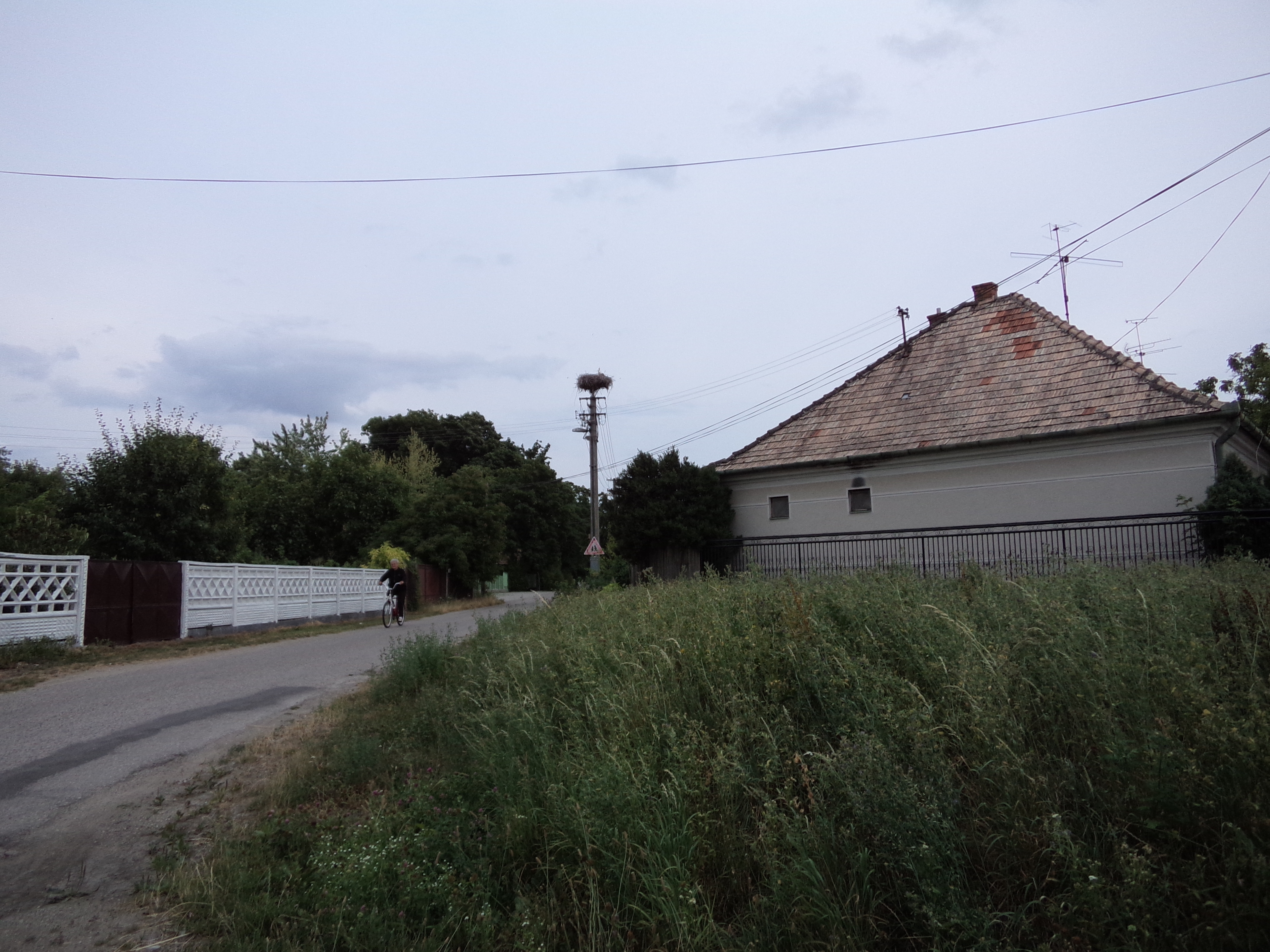
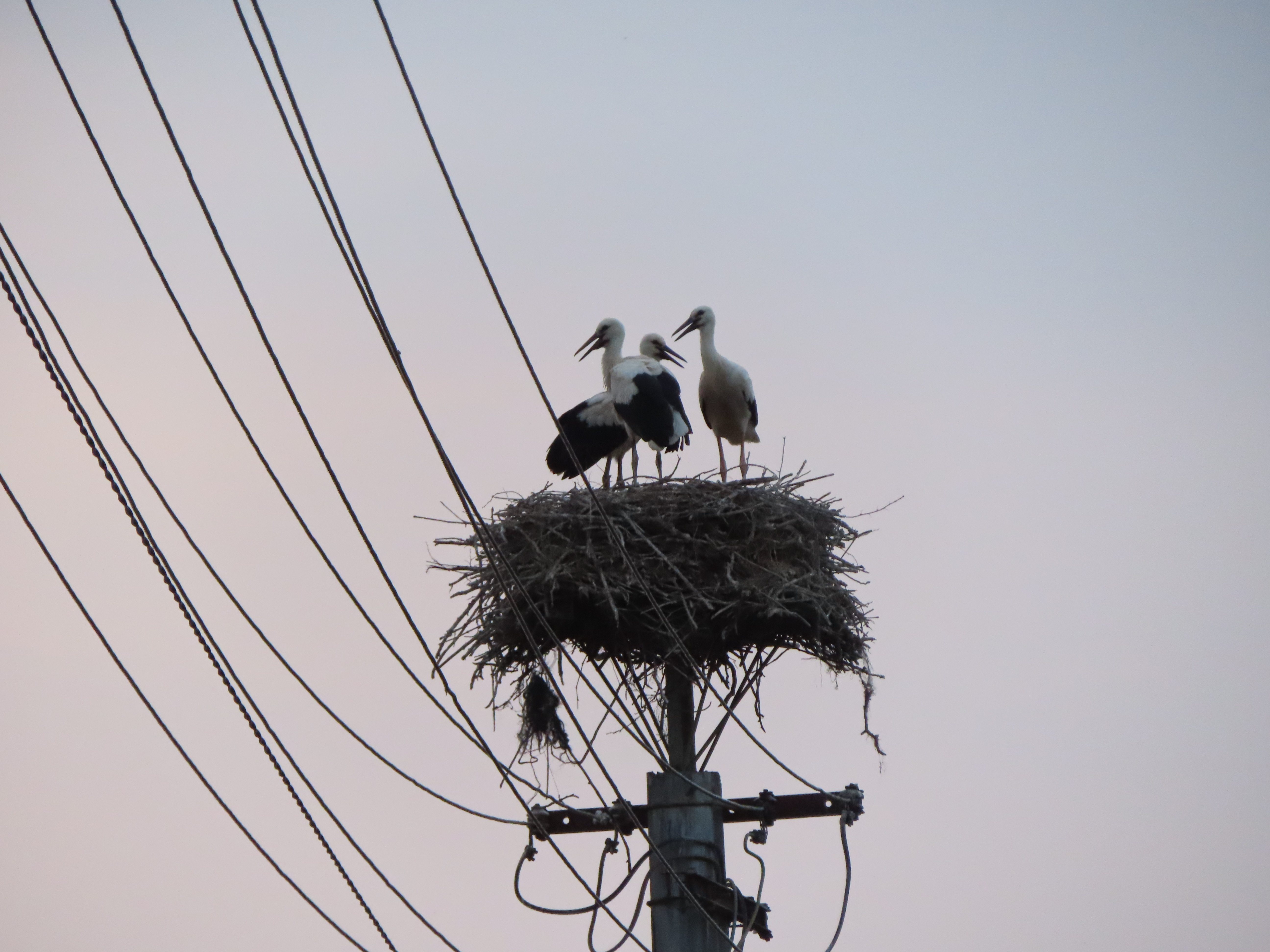
2021
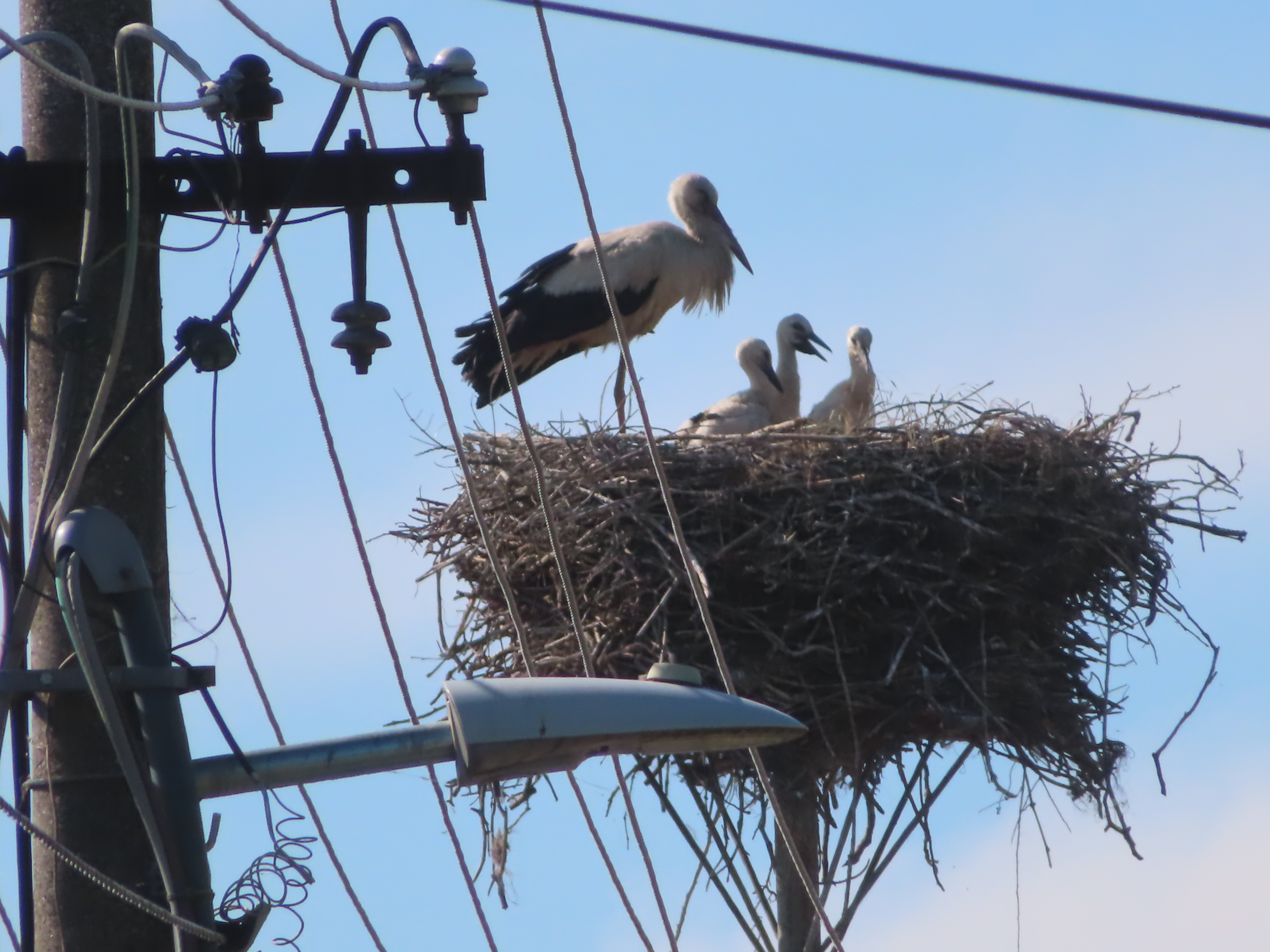
2024
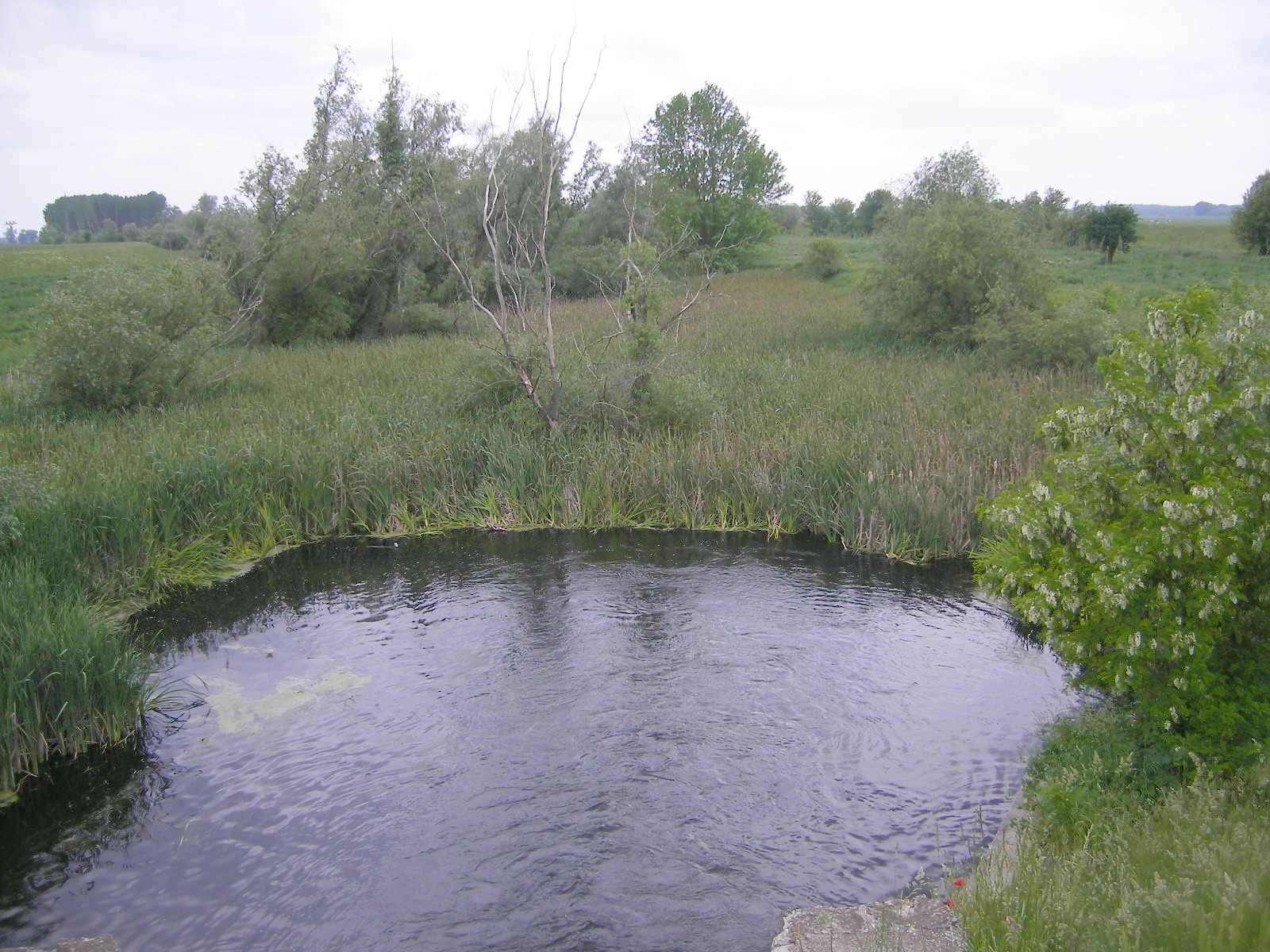
Az Öreg-Nyitra Naszvadnál
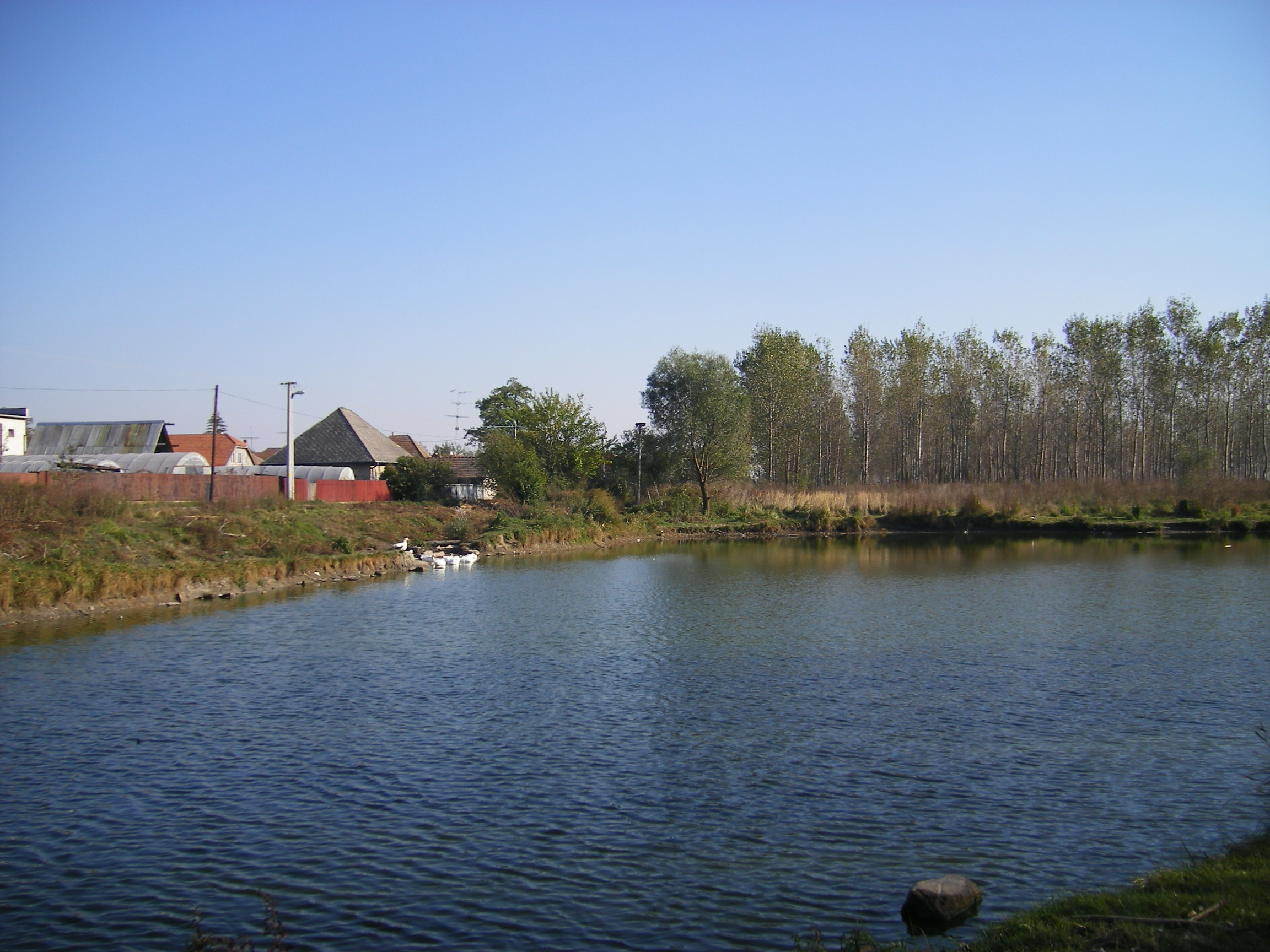
Kis tó a falu nyugati szélén
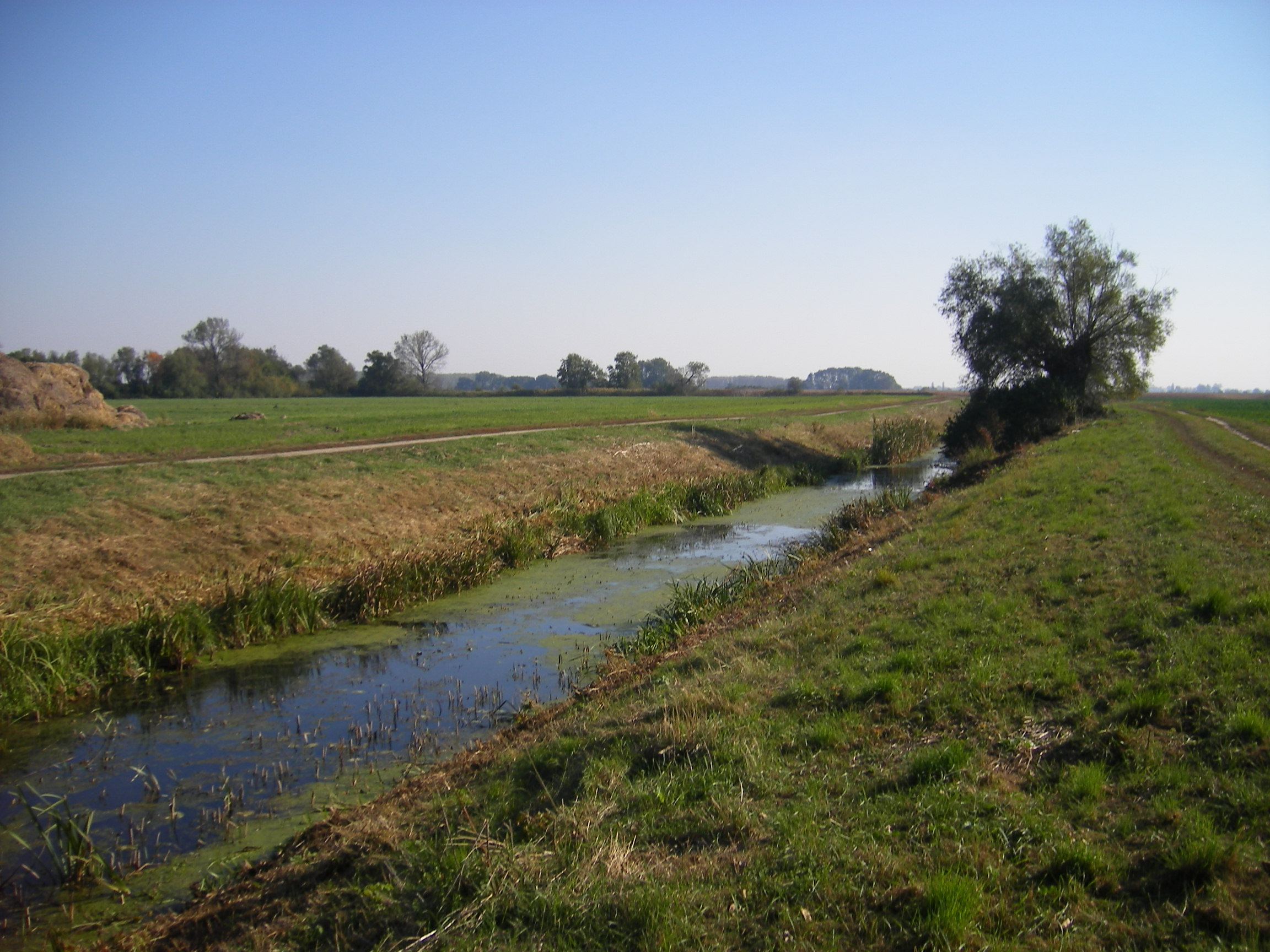
A Martosi-kanális Naszvad és Kingyes között
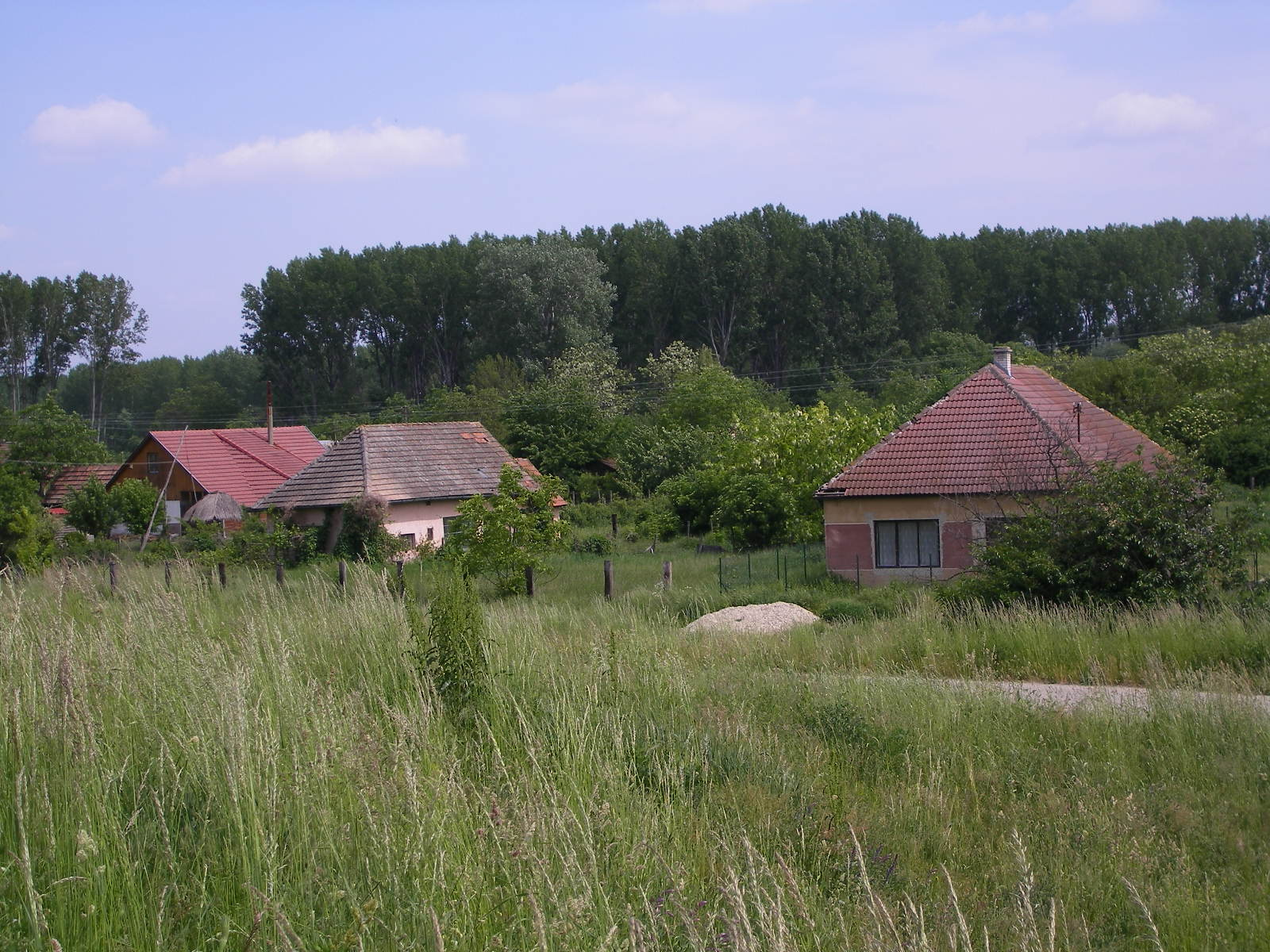
Hamusad látképe a Vág-Duna töltéséről
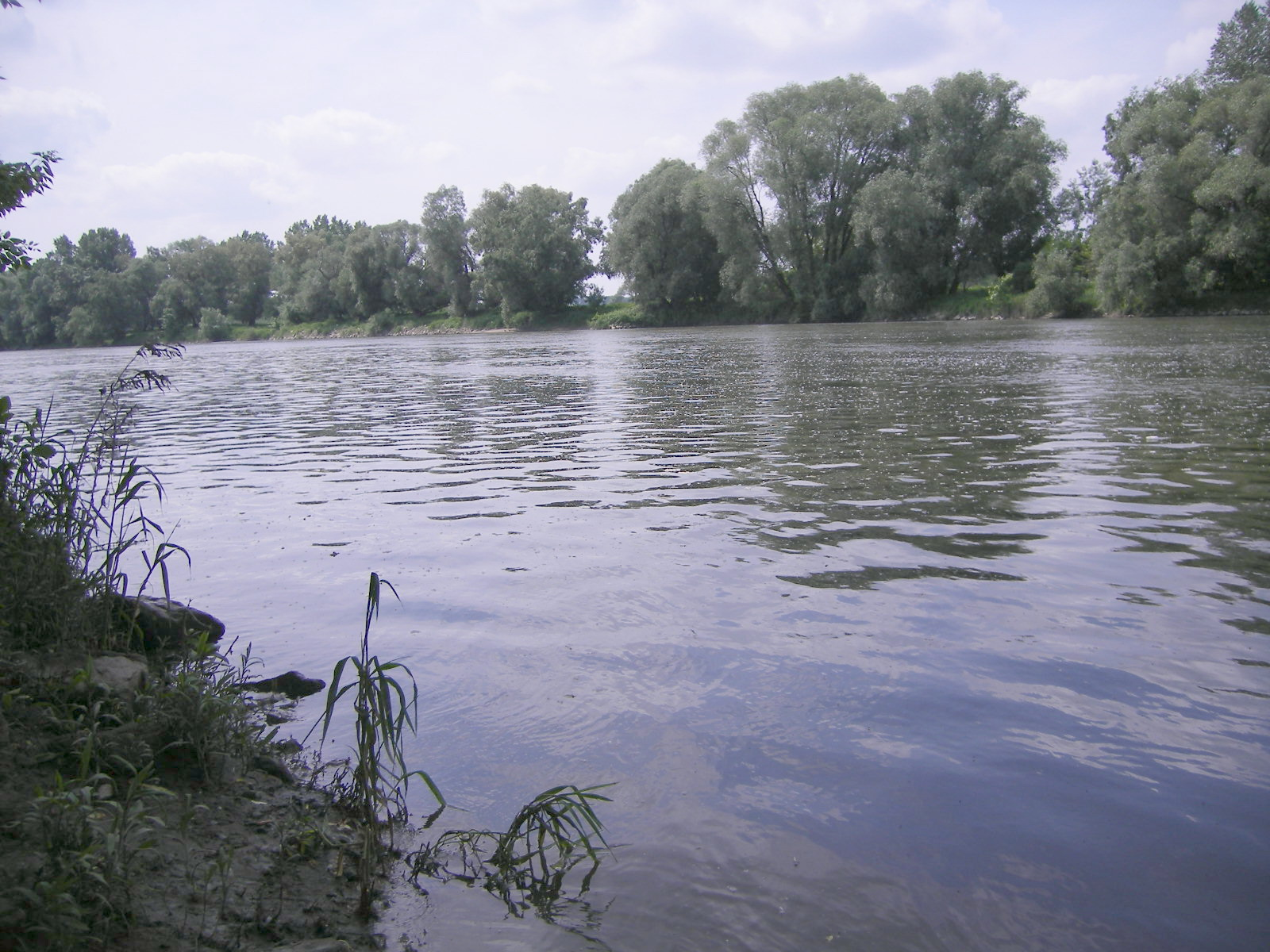
A hamusadi Vág-part
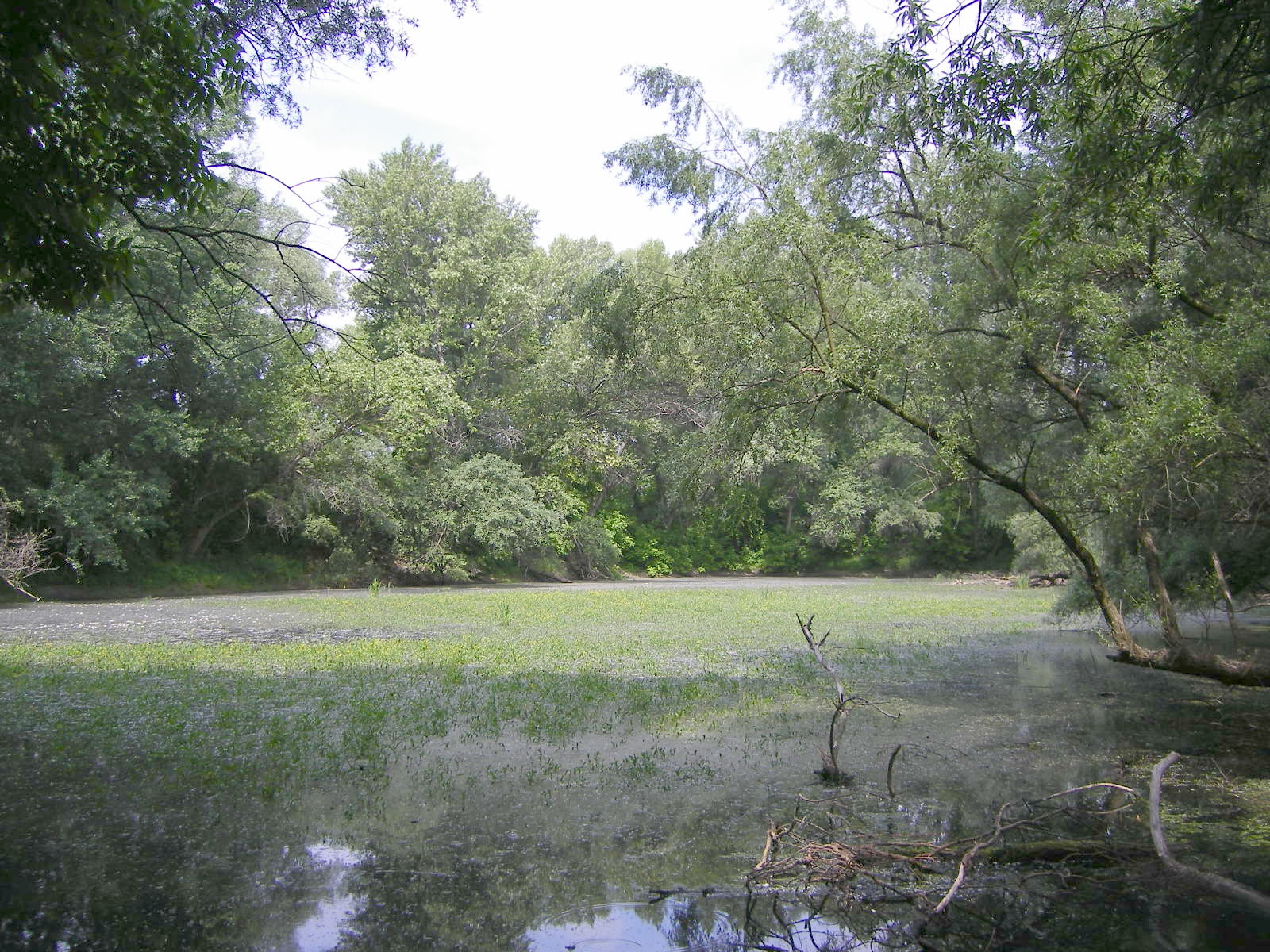
Mocsaras tó a Vág árterében Hamusadnál

Naszvadon két gólyafészket tartanak nyilván, az egyikben 2011-ben és 2012-ben is 4-4 fiókát számoltak össze, a másikról nincs fészkelési adat. 2013-ban is fészkeltek gólyák a faluban, 2014-ben nem volt sikeres költés. 2015-ben 3, 2018-ban 2 és 2021-ben 3 fiókát számoltak össze.
A Rókalyuk dűlőben található a Rókalyuk Védett Természeti Terület, amely 2002-től áll védelem alatt. 2004-től a Naszvadi homoki gyepek a Natura 2000 védettségű európai különleges természet megőrzési területek része.

## Története

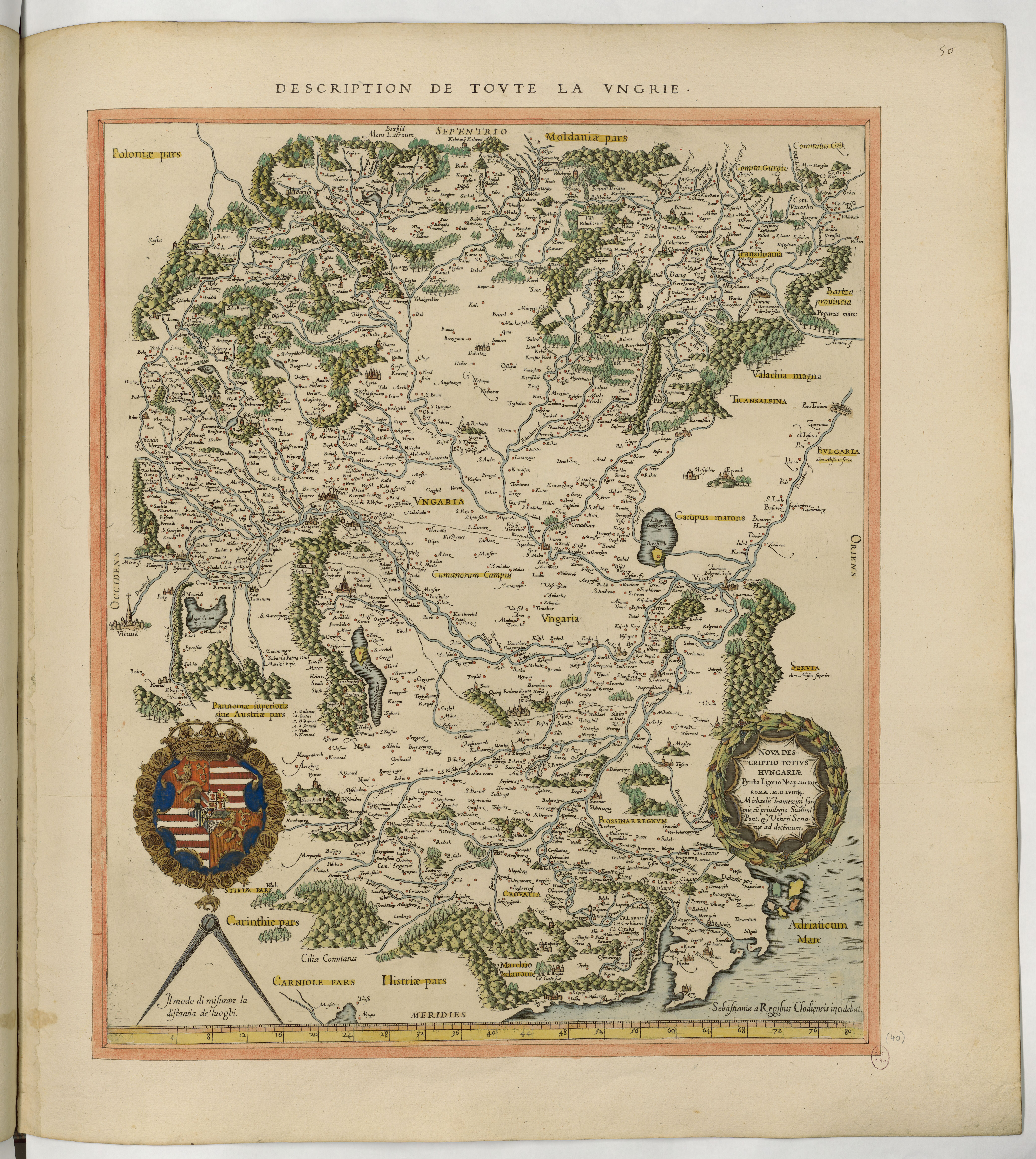
Pirro Ligorio - Nova descriptio totius Hungariae (1559)
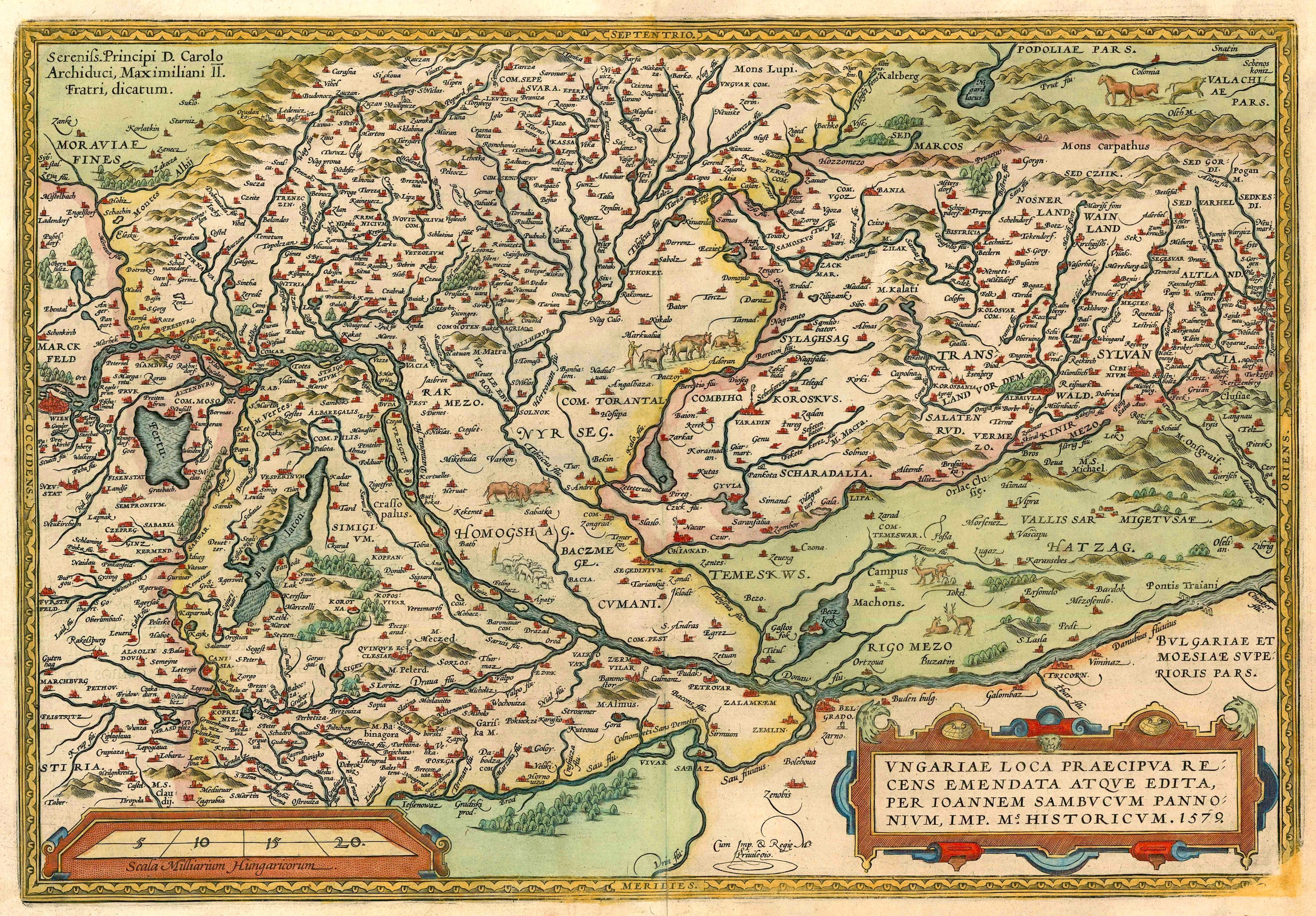
Naszvad Zsámboky János 1578-as térképen

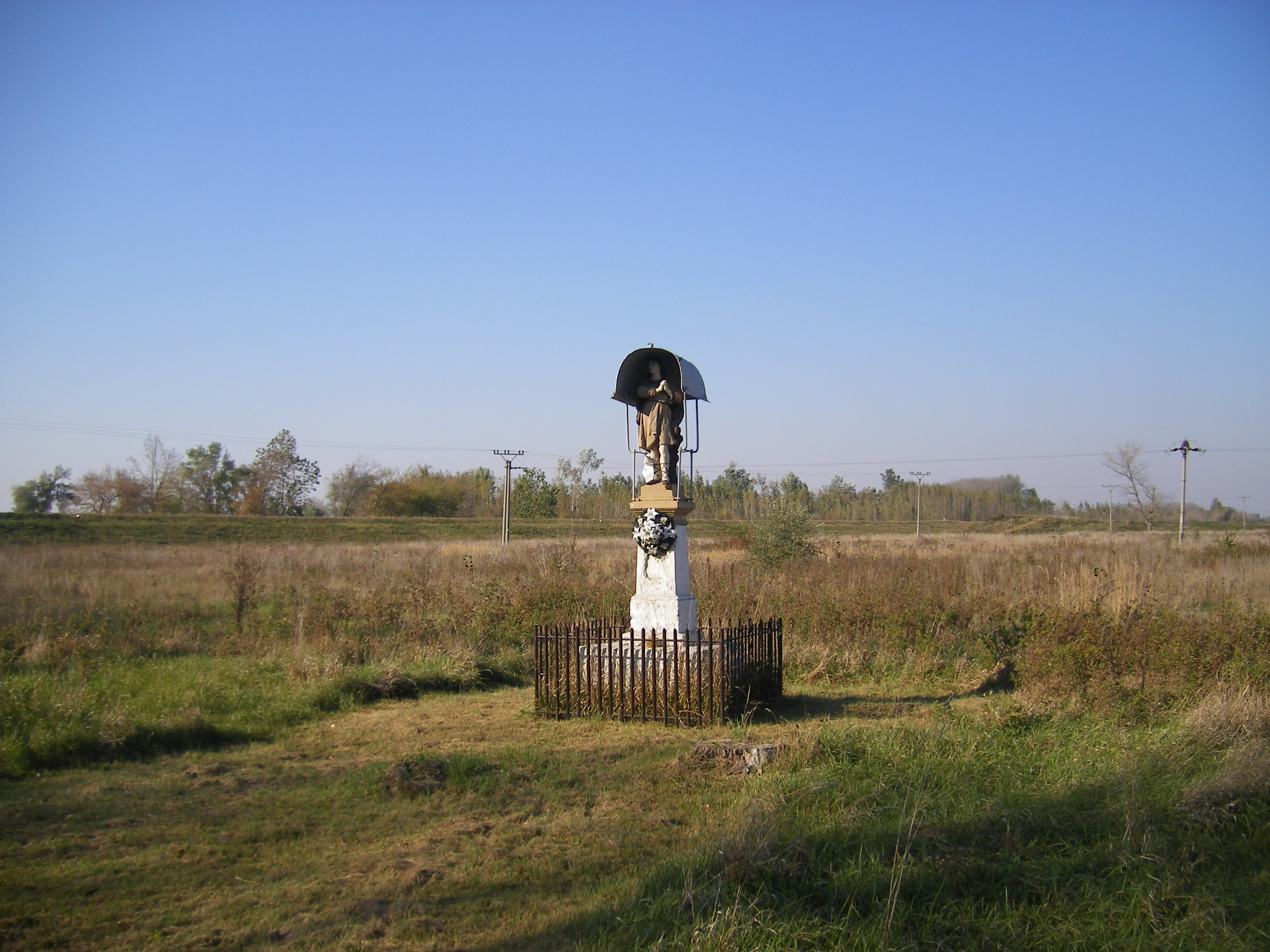
A Nyitra töltésénél áll Szt. Vendel szobra

A területen korán megtelepedett a magyarság. A falu határából előkerült honfoglaláskori sírokat Szőke Béla régész vezetésével az 1940-es évek legelején tárták fel. 1970-ben a Rókalyuk dűlőben kezdődtek ásatások.
A település első említése – Naswod formában – 1269-ből való. Neve puszta személynévből keletkezett, magyar névadással. Első említésekor az esztergomi érsekség faluja, sőt uradalmi központja. 1269-ben említés történik egy Nyitra vármegyei Új-Naszvad (Novum Naswod) érseki udvarházról is, de azt a komáromi főesperességhez tartozó Naszvadtól két falu (Anyala és Góg) területe választotta el.
A település Gútával közös határát 1278 után leírták. 1312 előtt Csák Máté híve, Chelleus elfoglalta, elpusztította és jobbágyait megadóztatta. 1333-ban – amikor Naswoti a neve – létezett Szent Móricról elnevezett egyháza. 1418-ban Kanizsai János esztergomi érsek halála után Naszvad érsekséghez tartozó egyes részeit Kavai Domonkos (Korcha) jogtalanul elfoglalta. Az 1487-es Hippolit-codexekben is az érsekség birtokaként szerepel, amelynek itt fácánosa is volt. A török hódoltság idején – a környék többi falvához hasonlóan – Naszvad is sokat szenvedett. A protestantizmus lakói között – a környezethez képest – kevésbé vert gyökeret. 1557-ben Gútával együtt adózási kiváltságaiban megerősíttetett.  Az 1561-es Oláh-féle vizitáció szerint azon kevés falvak egyike, amelynek – Kömley László személyében – volt plébánosa. Az esztergomi érsekség birtokán 1597-ben végeztek kárfelmérést.
1615-ben hódolt falu. Önálló református eklézsiája soha nem létezett, s prédikátora sem ismeretes. Az 1634. évi Canonica visitacio a komáromi főesperesség területén 6 működő plébániát sorol fel, ezek egyike Naszvadon volt. Az 1664. évi török defter szerint az esztergomi szandzsák „komaráni” náhiéjéhez tartozó Noszvat falu 59 háztartással és 58 fejadófizető személlyel rendelkezett. Összes adóját 18 472 akcsében állapították meg. A településnek 1690-ben már biztosan volt saját pecsétnyomója. 1704-ben Sigbert Heister császári főparancsnok felmentette Érsekújvárt és a környező falvakkal együtt Naszvadot felégette. A római katolikusok az anyakönyveket 1717-től kezdték vezetni.
Fényes Elek 1851-ben az alábbiakat jegyezte fel róla: Naszvad, magyar f. Komáromhoz északra 2 és 1/4 m.fdnyire a Nyitra partján. Határa egész a Vághig kiterjed, s az áradásoknak annyira ki van téve, hogy 12,000 holdnyi határából 8500 holdat víz járta földnek mondhatunk. Földe részint feketehomokos, részint lapályos és öntéses; rét igen sok, de nem a legjobb szénát teremi. Van 58 régi telke, mellyel 187 földesgazda, 100 házas-zsellér és 37 lakó mivel. Majorsági birtok itt nincs, hanem csak úrbériségi és szabad papnemesi; az idevaló hűbérnökök az érseki verebélyi sz. székhez tartoznak. Népessége 2385 r. katholikus, 7 ágostai és 17 zsidó. Katholikus anyaegyház. Földesura az esztergomi érsek.
1881-ben a Szent József tiszteletére szentelt római katolikus templomának az esztergomi érsek a kegyura. A 3012 hívőnek Galambos Kálmán plébános és Rotter Gyula kisegítő lelkész magyar nyelven celebrálták a misét. 1895-ben a kántorválasztás keltett nagy izgalmakat és ellenállást a faluban.
A 20. század elején a Komárom vármegye udvardi járásához tartozó nagyközség római katolikus elemi iskolával, katolikus népkörrel, Agrárifjak Legényegyletével, paprikamalommal, hengermalommal, postahivatallal, postatakarékpénztárral, hitelszövetkezettel, valamint 3852 – közte 3734 magyar és 106 szlovák – lakossal (1900) rendelkezett. Körjegyzőségi székhely volt. Lakosai mezőgazdasággal, takácsiparral foglalkoztak, illetve az egyházi nagybirtokon dolgoztak.
Trianon döntése következtében 1920-ban Csehszlovákiához került, s 1927-ben hivatalos szlovák elnevezése Nasvad lett. 1930-ban 5128 lakosa közül 4628 magyarnak, 379 szlováknak vallotta magát. 1938-1945 között ismét Magyarországhoz tartozott. Ebben az időben csendőrőrs működött a településen. A két világháború közötti Naszvad elszigetelt falunak számított, ahol elevenen éltek a hagyományok és a népviselet. Schleicher Vera Egy közép-európai életút című munkájában így írja le a harmincas évek Naszvadját: Naszvad Pozsonypüspöki nagyságú, színmagyar, színkatolikus falu volt, amely teljes elszigeteltségében (nem volt a vasúthálózatba sem bekötve, 12 km-t kellett gyalogolni Érsekújvártól) megőrizte népi hagyományait, például páratlan szépségű népviseletét, melyet akkor még mindenki hordott. Olyanok voltak vasárnaponként a naszvadiak, mint valami virágcsokor: a fehérrel vagy pirossal szegélyezett szoknyák, drága anyagból varrt pruszlikok, a nyakukban érmék. Házasodási szokásaik terén szigorú kasztrendszert tartó gazdag birtokos parasztok lakták a falut. A háború előtt élénk kulturális élet is folyt, színjátszó-csoport és dalárdakör is működött itt.

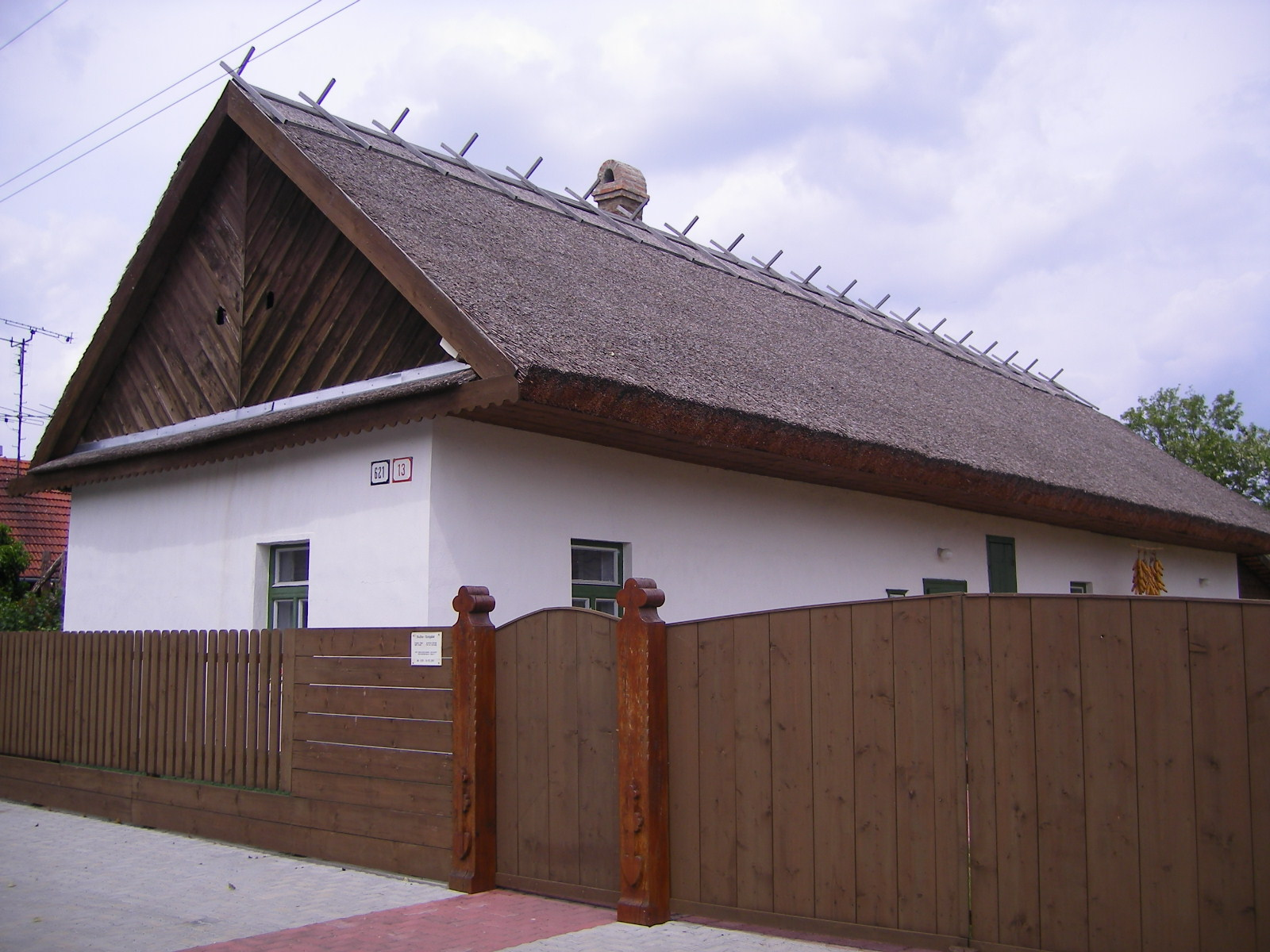
Falumúzeum

1945. március 27-én foglalták el a szovjetek, a második világháborút követően pedig újra Csehszlovákiához csatolták. 1945-ben magyar lakói közül többeket csehországi kényszermunkára vittek, illetve 1947-ben a magyar családok mintegy 70%-át Magyarországra telepítették át. A Komárom vármegyei Szőnybe például annyi naszvadi került, hogy akár Kis-Naszvadnak is nevezhetnénk. A kitelepítettek helyére magyarországi és romániai szlovák családok érkeztek. Csupán 1947-ben 1200 szlovák nemzetiségű lakost (280 családot) telepítettek be Naszvadra. 1945 szeptemberében az oktatás már kizárólag szlovák nyelven indult meg, egyben ekkor egyesítették a korábbi fiú- és leányiskolát is. A faluban kisegítő iskola is működik.
A falu szlovák neve Nesvady formára 1948-ban változott. 1949 után megalakult a helyi CSEMADOK szervezet, illetve létrejött a helyi termelőszövetkezet (efsz) is. Az óvoda új épületét 1986-ban adták át, az egészségügyi központ és a sportcsarnok 1990 után épült. 1993-tól – a csehszlovák állam felbomlása óta – Naszvad is Szlovákia része.

## Népessége
| Év:            | 1994. | 2004.   | 2014. | 2024.   |
| -------------- | ----- | ------- | ----- | ------- |
| Emberek száma: | 5113  | 5000    | 5100  | 4963    |
| Eltérés:       |       | -2,21 % | +2 %  | -2,68 % |

| Év:            | 2023. | 2024.   |
| -------------- | ----- | ------- |
| Emberek száma: | 4974  | 4963    |
| Eltérés:       |       | -0,22 % |

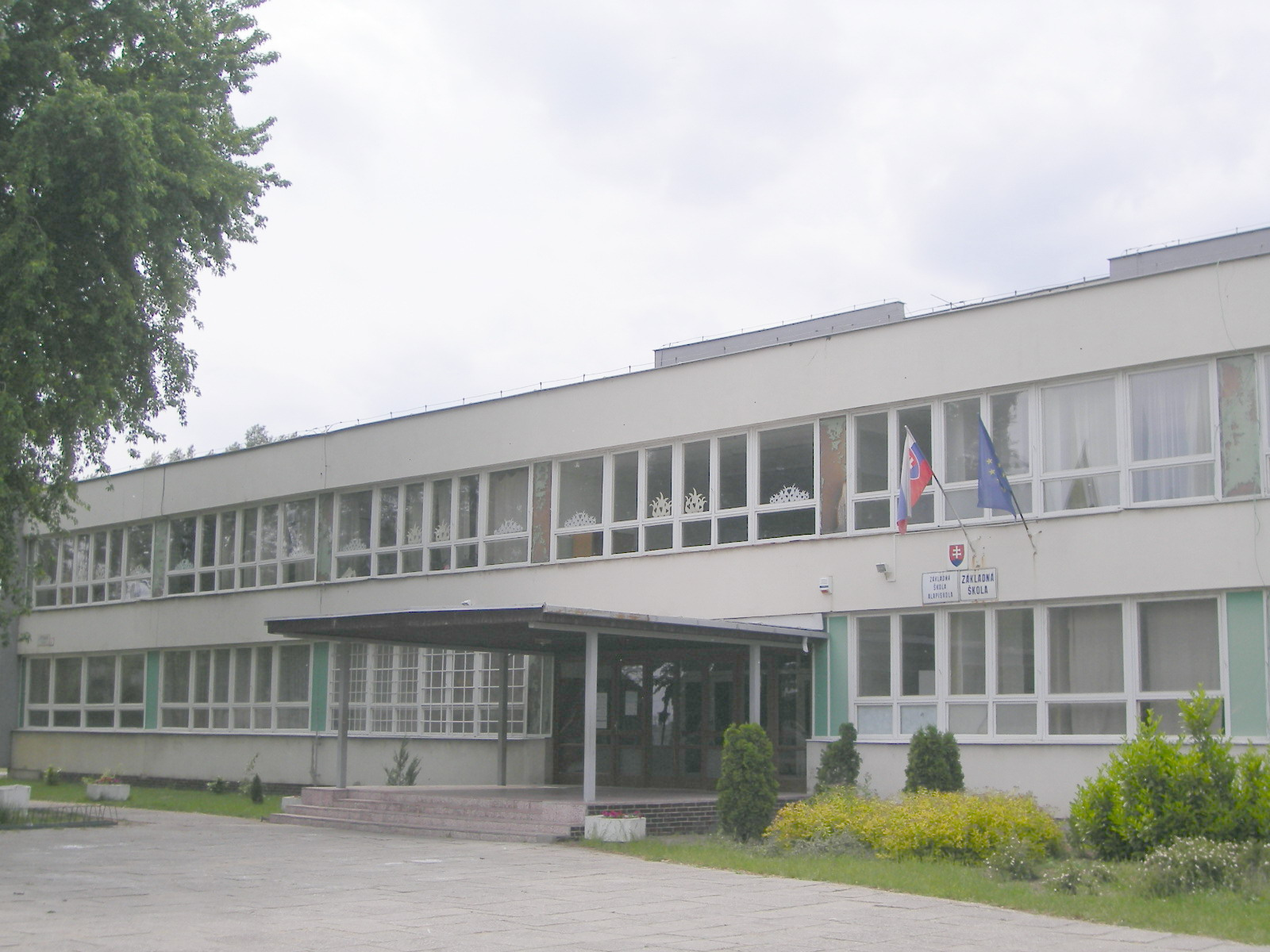
Alapiskola

Lakosainak többsége római katolikus, akik önálló plébániát alkotnak. Az evangélikusság – vélhetően a szlovákosítás hatására – gyülekezetté nőtte ki magát. Az idetelepített magyarországi szlovákok által alapított baptista gyülekezetben szlovák nyelven folyik az istentisztelet (a hívek – jóllehet magyarul is értenek – jobbára szlovák identitásúak).
1880-ban 3122 lakosából 2923 magyar és 38 szlovák anyanyelvű volt.
1890-ben 3679 lakosából 3657 magyar és 21 szlovák anyanyelvű volt.
1900-ban 3852 lakosából 3734 magyar és 106 szlovák anyanyelvű volt.
1910-ben 4308 lakosából 4179 magyar és 125 szlovák anyanyelvű volt.
1921-ben 4581 lakosából 4364 magyar és 139 csehszlovák volt.
1930-ban 5128 lakosából 4628 magyar és 379 csehszlovák volt.
1941-ben 5577 lakosából 5555 magyar és 9 szlovák volt.
1970-ben 5461 lakosából 3460 magyar és 1985 szlovák volt.
1980-ban 5378 lakosából 3489 magyar és 1854 szlovák volt.
1991-ben 5125 lakosából 3227 magyar és 1714 szlovák volt.
A 2001-es népszámlálás során 5014 lakosából 2957 fő magyarnak, 1780 szlováknak, 233 cigánynak, 20 csehnek, 1-1 fő bolgárnak, orosznak és horvátnak vallotta magát.
2011-ben 5068 lakosából 2717 magyar, 1809 szlovák, 334 cigány és 179 ismeretlen nemzetiségű volt.
2021-ben 5014 lakosából 2461 (+249) magyar, 2061 (+150) szlovák, 416 (+90) cigány, 40 (+5) egyéb és 36 ismeretlen nemzetiségű volt.

### Oktatás, kultúra
A magyar és szlovák Naszvad Alapiskola egyaránt a Komenský utcában található, 1974-ban épült épületegyüttesben működik. Két óvoda is működik a faluban, a Sládkovič utcai Nefelejcs és a Hurban utcai óvoda.
Naszvad művelődési központtal, könyvtárral, Csemadok-szervezettel, egészségügyi központtal, kábeltelevízióval és sportcsarnokkal is rendelkezik. Két társadalmi szervezet (YMCA, horgászegyesület) működik a faluban. A művelődési házban 70 férőhelyes kamaraszínházat alakítottak ki 2012-ben.

## Önkormányzat
Naszvad élén a polgármester, Molnár Zoltán áll, a község képviselőtestületét 12-en alkotják (2008-ban 8-an az MKP tagjai, 4-en függetlenek). A 2006–2010-es időszakban a képviselőtestületnek 6 bizottsága működik.
A város címerét Püspöki Nagy Péter heraldikus tervezte.

## Gazdaság

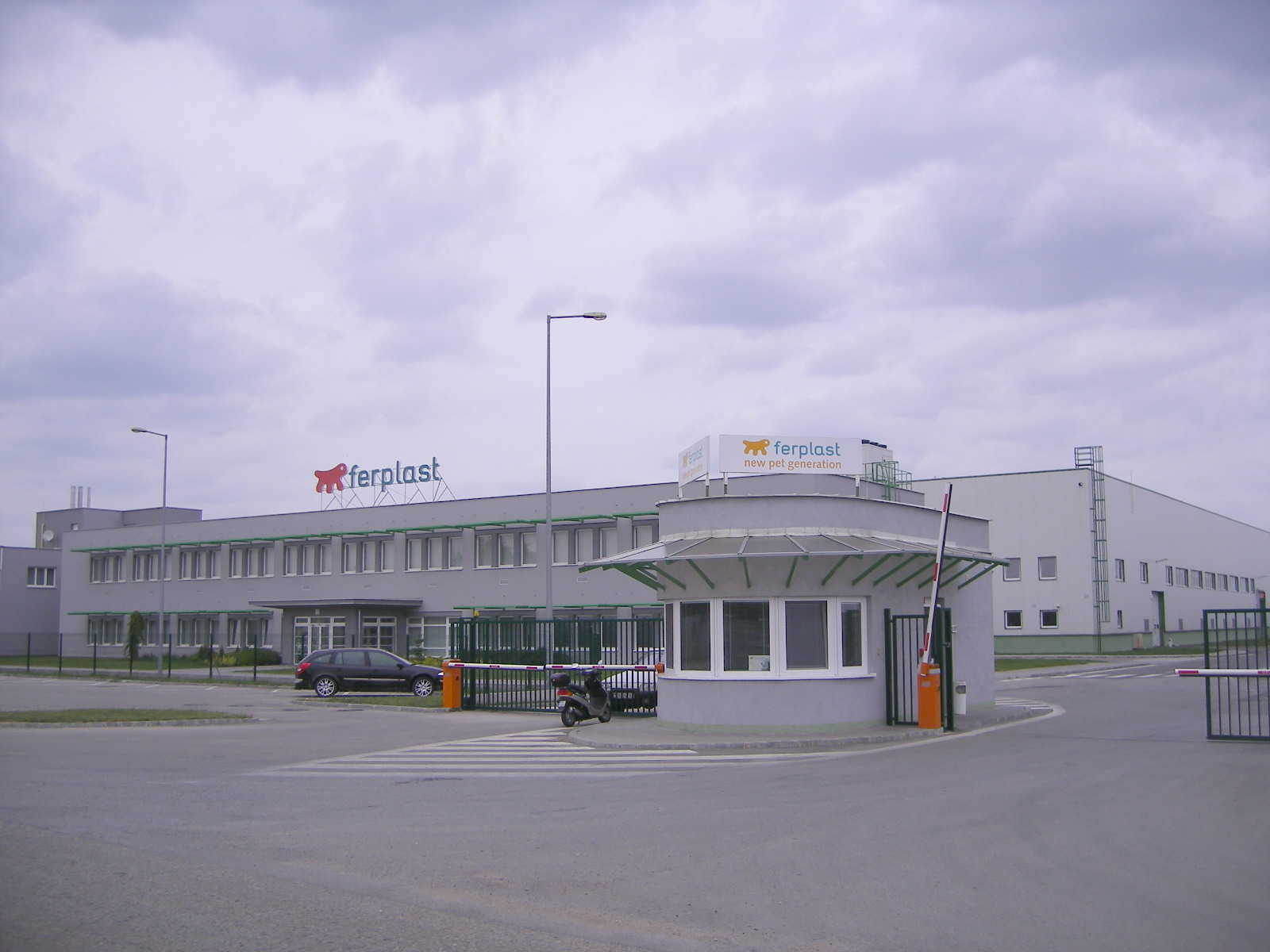
A Ferplast üzeme az ipari parkban

A 2000-es években ipari parkot hoztak létre Naszvadon, ahol 2005-ben kezdte meg a termelést az olasz Ferplast cég üzeme, amely háziállatok tartói és hobbitenyésztők számára ketreceket, kiegészítőket, akváriumokat állít elő. Az ipari park bővítése mellett az elképzelések szerint 49 hektáron létesítenek termálfürdőt a jövőben. Az idegenforgalmat a kétcsillagos Sport Hotel szolgálja.
A volt termelőszövetkezet ma Agrorent Rt. néven működik.

## Nevezetességek

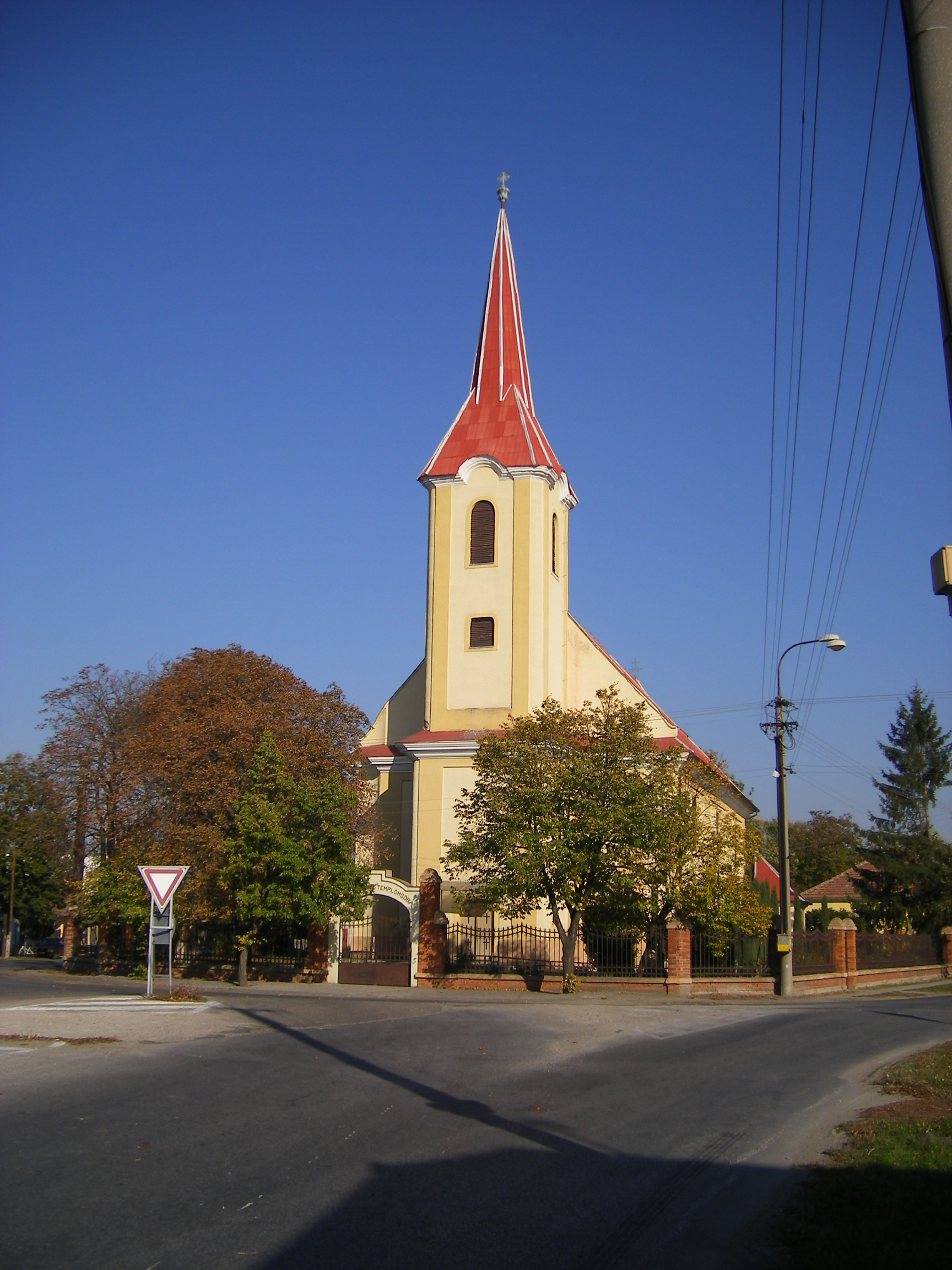
A katolikus templom

- A falu legjelentősebb építészeti értéke az 1781-82-ben épült, barokk és klasszicista stílusjegyeket felvonultató, homlokzat előtti tornyos, római katolikus templom. A templom előtt álló Szentháromság-szobrot Balha Elek és Csuport Mária emeltette 1908-ban. A templomkertben áll egy feszület is, melyet Simonics Mihály emeltetett 1807-ben.
- A baptisták zömök, homlokzati tornyos temploma 1955-57 között épült.
- Az evangélikusok oldaltornyos, modern vonalú temploma 1951-ben épült.
- A községháza 1989-ben emelt épülete a modern építészet alkotása.
- Szt. Vendel és Szt. János szobra (ez utóbbi, melyet a helyiek Jánoskának neveznek, az egykori templom helyén áll).
- A Kálvária egy homokdombon áll a falu központjában, mely egyben a régi temető is. A domb tetején 1995-ben kis kápolnát építettek és feszületet emeltek.
- A Szabadság-téren álló kápolnát 1946-ban építették.
- A kitelepítettek emlékművét 1997-ben emelték.
- A falu határában kihasználatlan termálforrás található.
- A helytörténeti és néprajzi anyagokat a 2005-ben átadott tájház mutatja be, többek között a községben hagyományos vászonszövés és kosárfonás emlékeit.
- Az Új utcában álló feszületet 1937-ben állította Pásztó János; az Ímely felé vezető úton áll egy Krisztus-szobor, melyet 1927-ben emeltek.
- Naszvadi Őszi Vásár (szeptemberben).
- A Tájháznál minden év április 30-án megrendezett májusfa-állítás.

## Neves naszvadiak
- Itt született Horváth Katalin (1944) nyelvész.
- Itt született 1949. február 12-én Németh Gyula művelődésszervező, költő, publicista.[20]
- Itt született Dibusz Éva (1953) magyar rádióbemondó, műsorvezető, tanár.
- Itt tanított Török Tamás (1976) nyelvész.
- Itt játszott Zácsik Szandra (1990) magyar válogatott kézilabdázó.
- Itt hunyt el Fehér János (1823-1887) katolikus pap.
- Anyalán hunyt el 1916-ban Farkas Ferenc hercegprímási uradalmi gazdasági intéző, gazdasági szakíró, hercegprímási uradalmi nagybérlő.
- Itt hunyt el 1966-ban Czárán Dániel testneveléstanár, tornász.
- Itt szolgált Horváth József (1735 körül–1808) római katolikus plébános.
- Itt szolgált Majthényi Adolf (1814-1871) apát, kanonok, főesperes.
- Itt szolgált Jónás Imre (1874-1945) szlovákiai magyar plébános.
- Itt szolgált Holbay László (1923-2015) csehszlovákiai magyar pedagógus, író, költő.
- Naszvadon volt római katolikus lelkész 1942-1945 között az a Weisz Ferenc (1910-1982), aki 1970-től haláláig a budapesti Szent István Bazilika plébánosa volt.
- Itt ásatott Mikuláš Dušek (1913-1994) szlovák régész.
- Itt ásatott Szőke Béla régész.

## Képtár

### Templomok, kápolnák

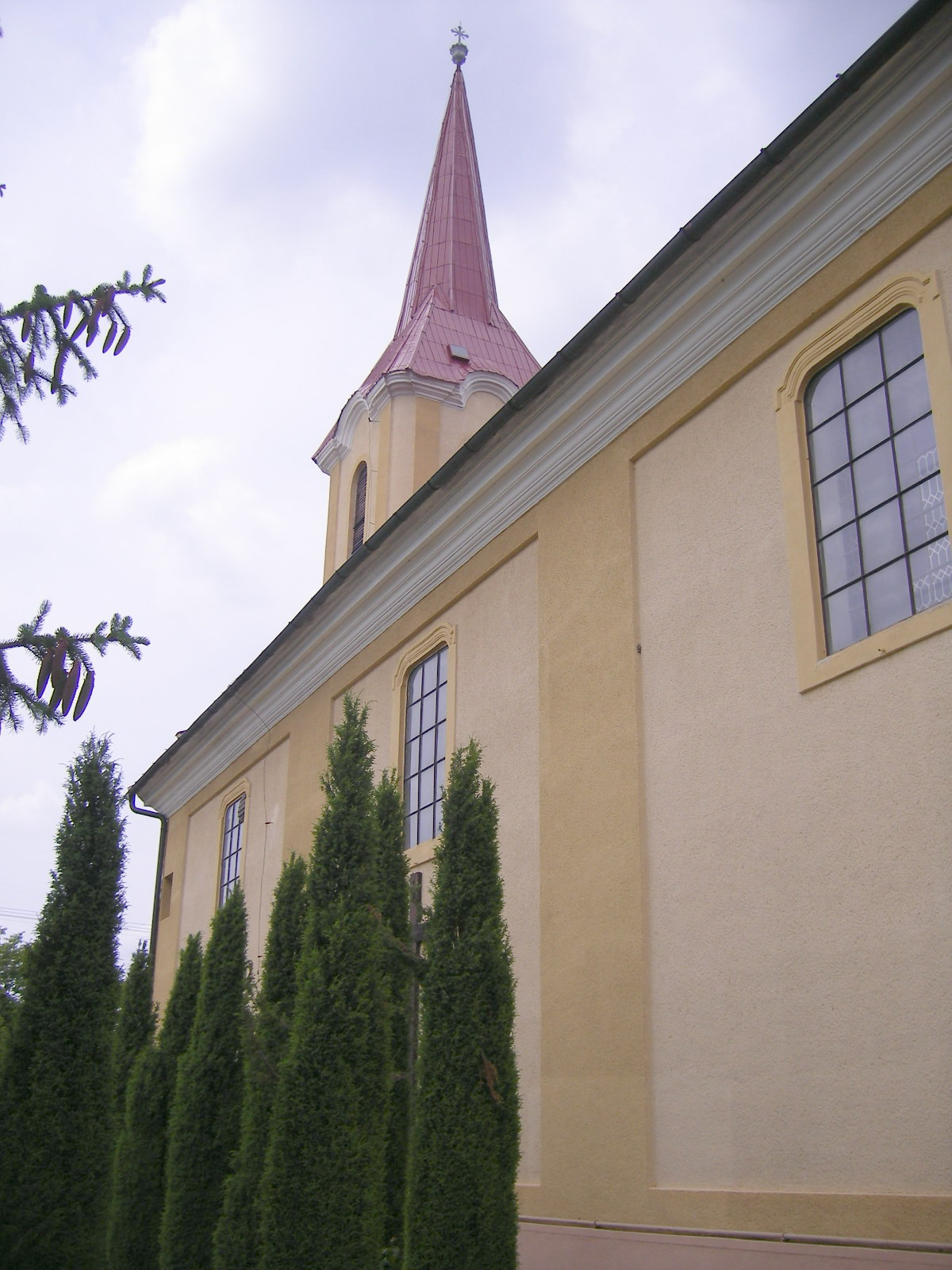
Katolikus templom
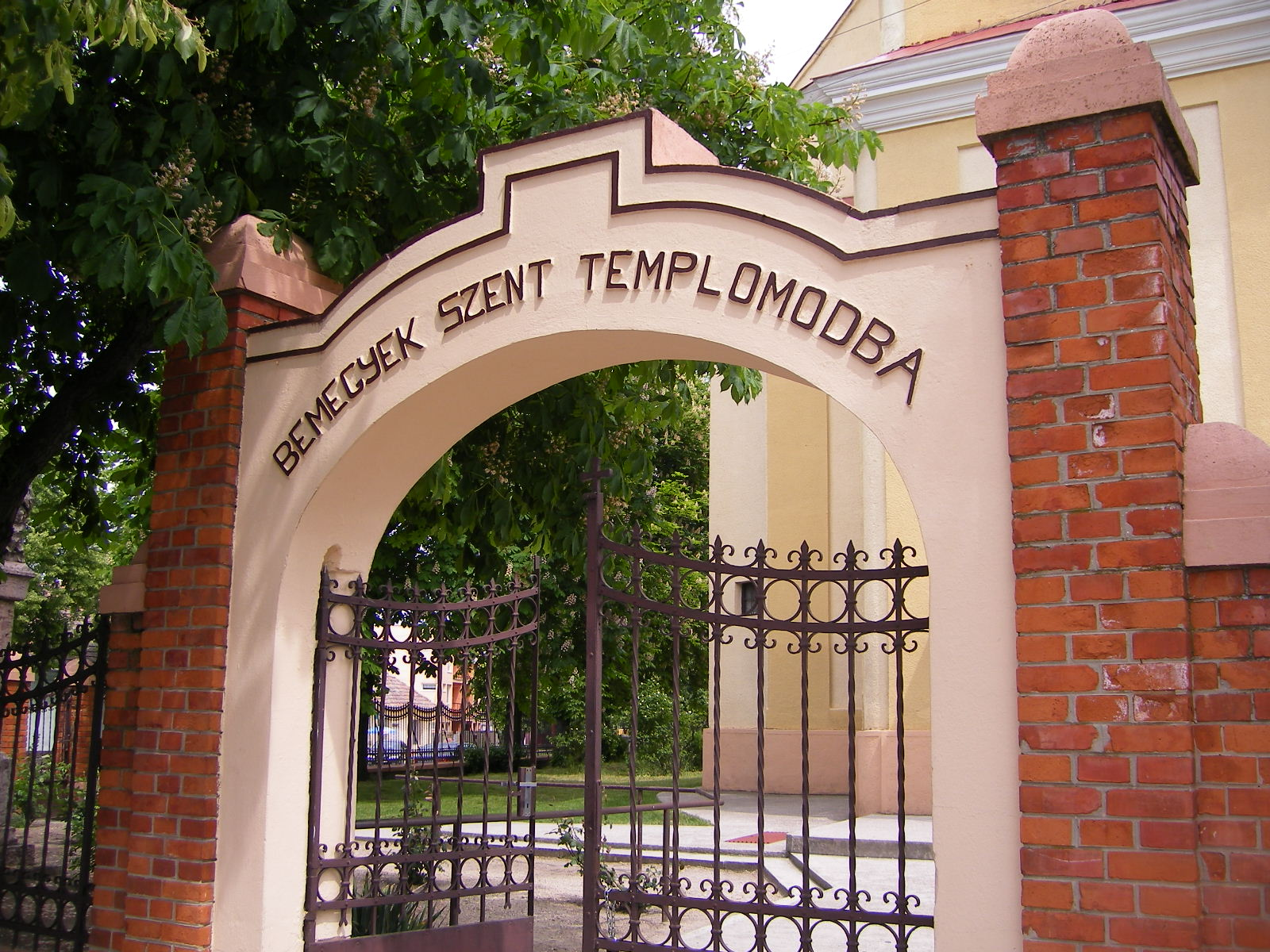
A katolikus templom kapuja
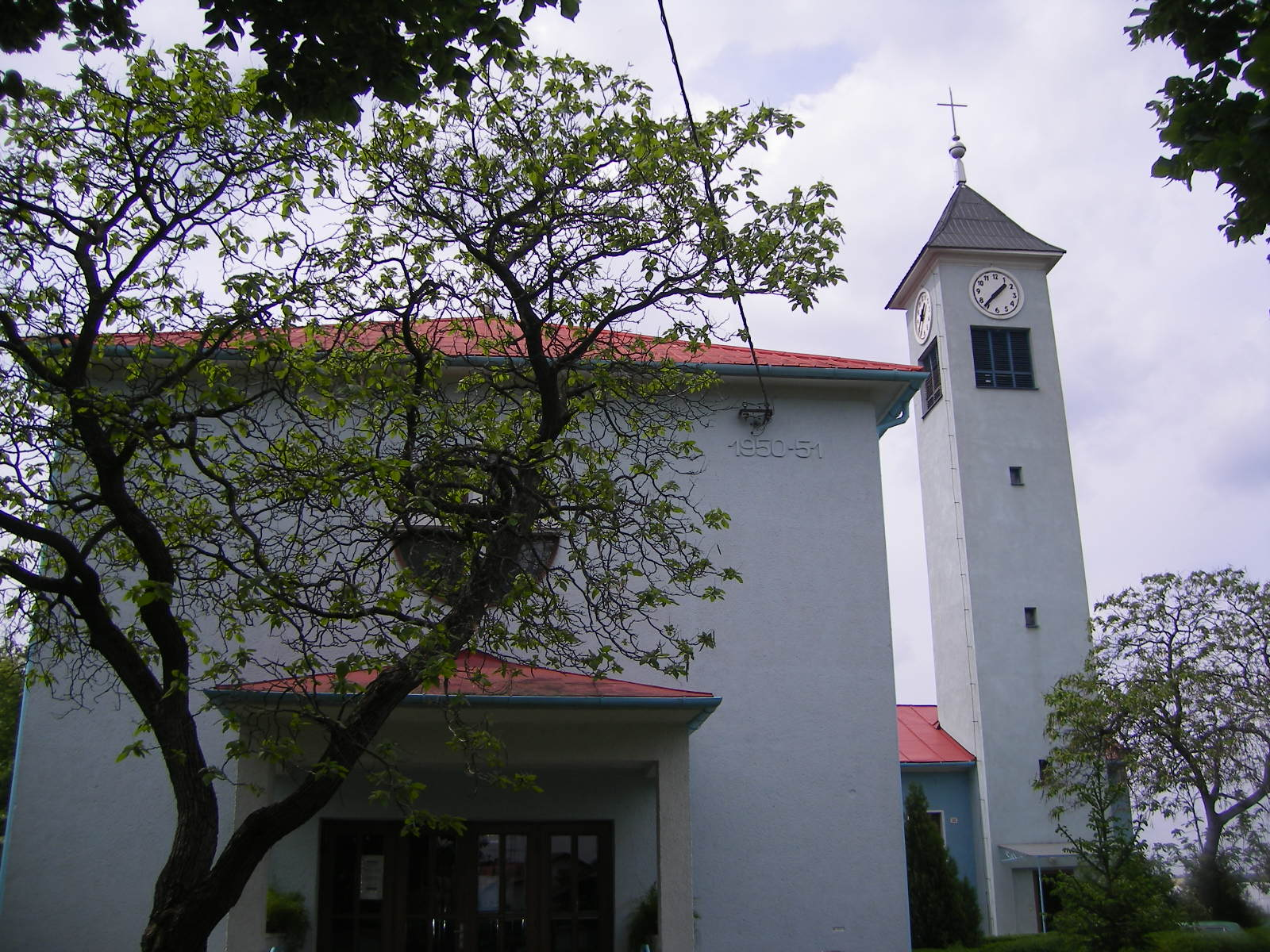
Evangélikus templom
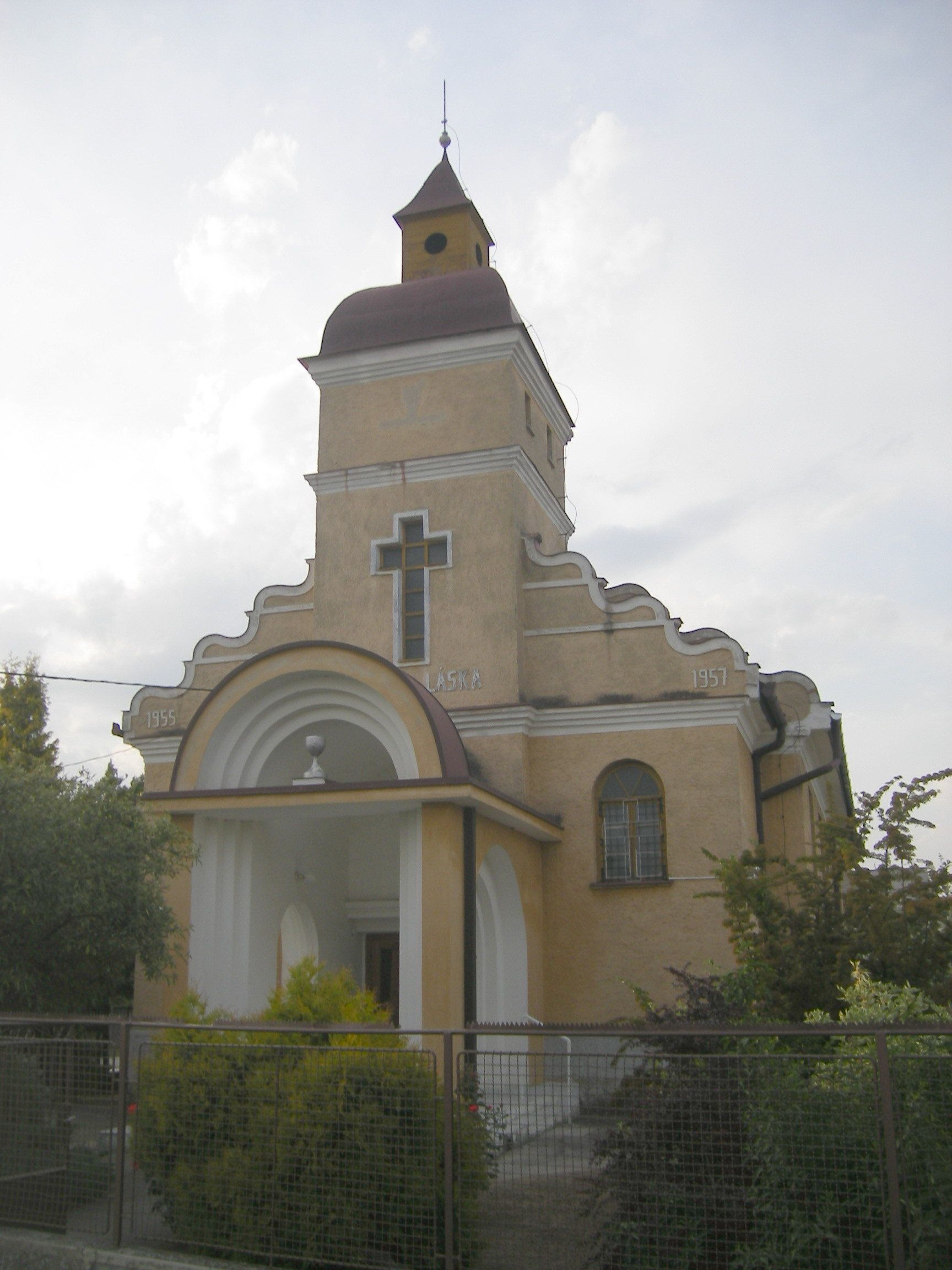
A baptista templom
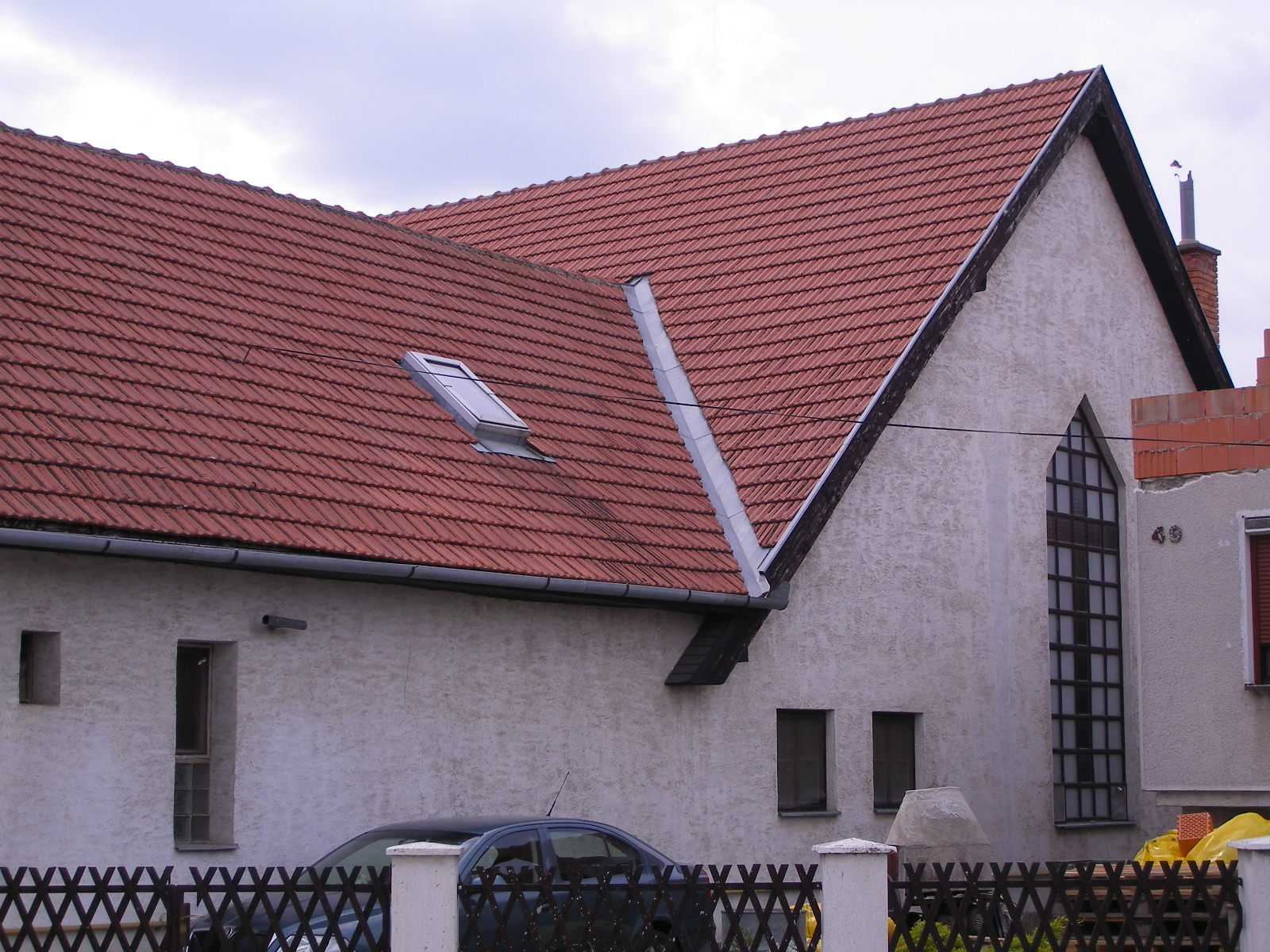
Az Apostoli egyház imaterme
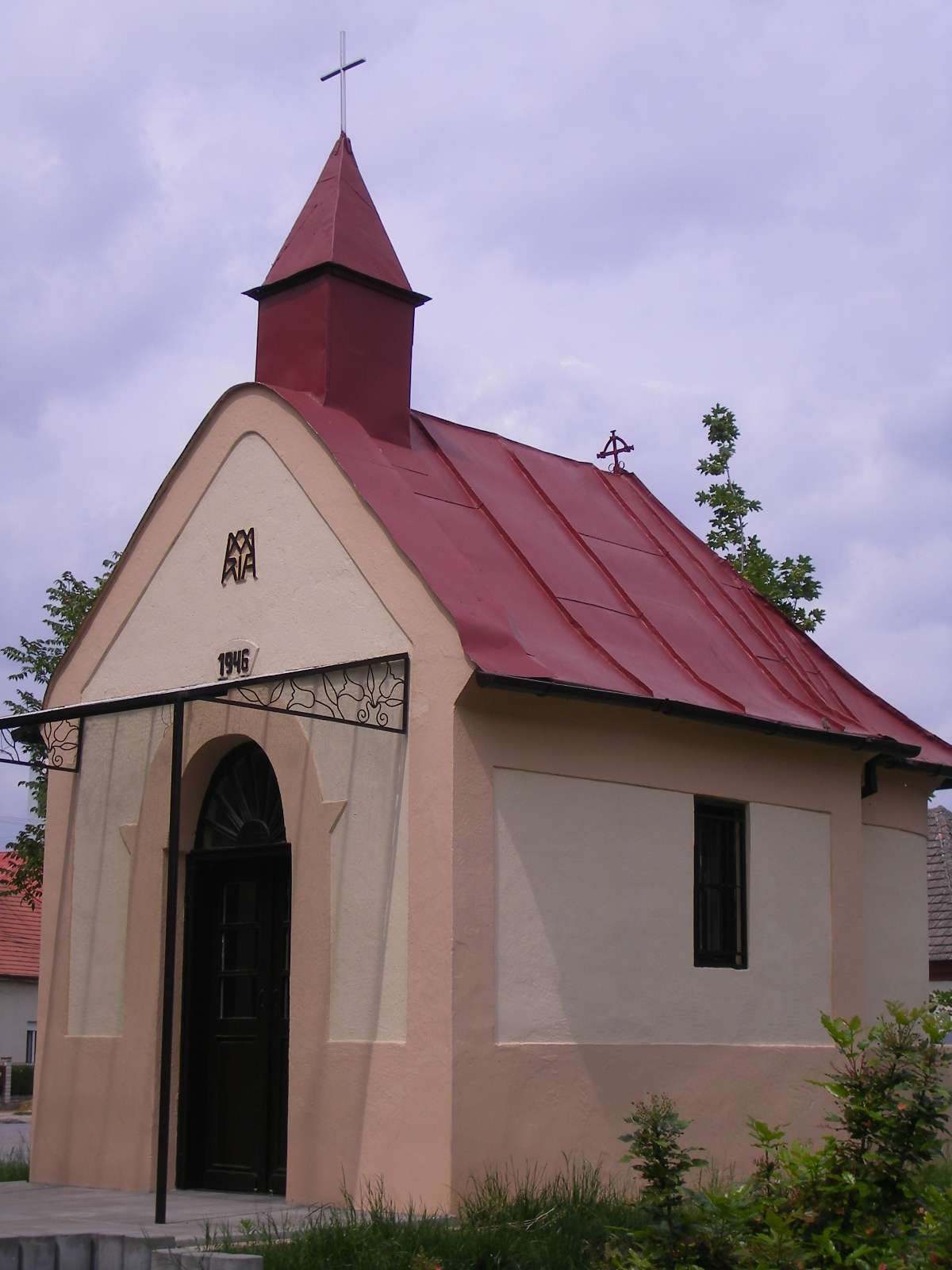
Szabadság-téri kápolna
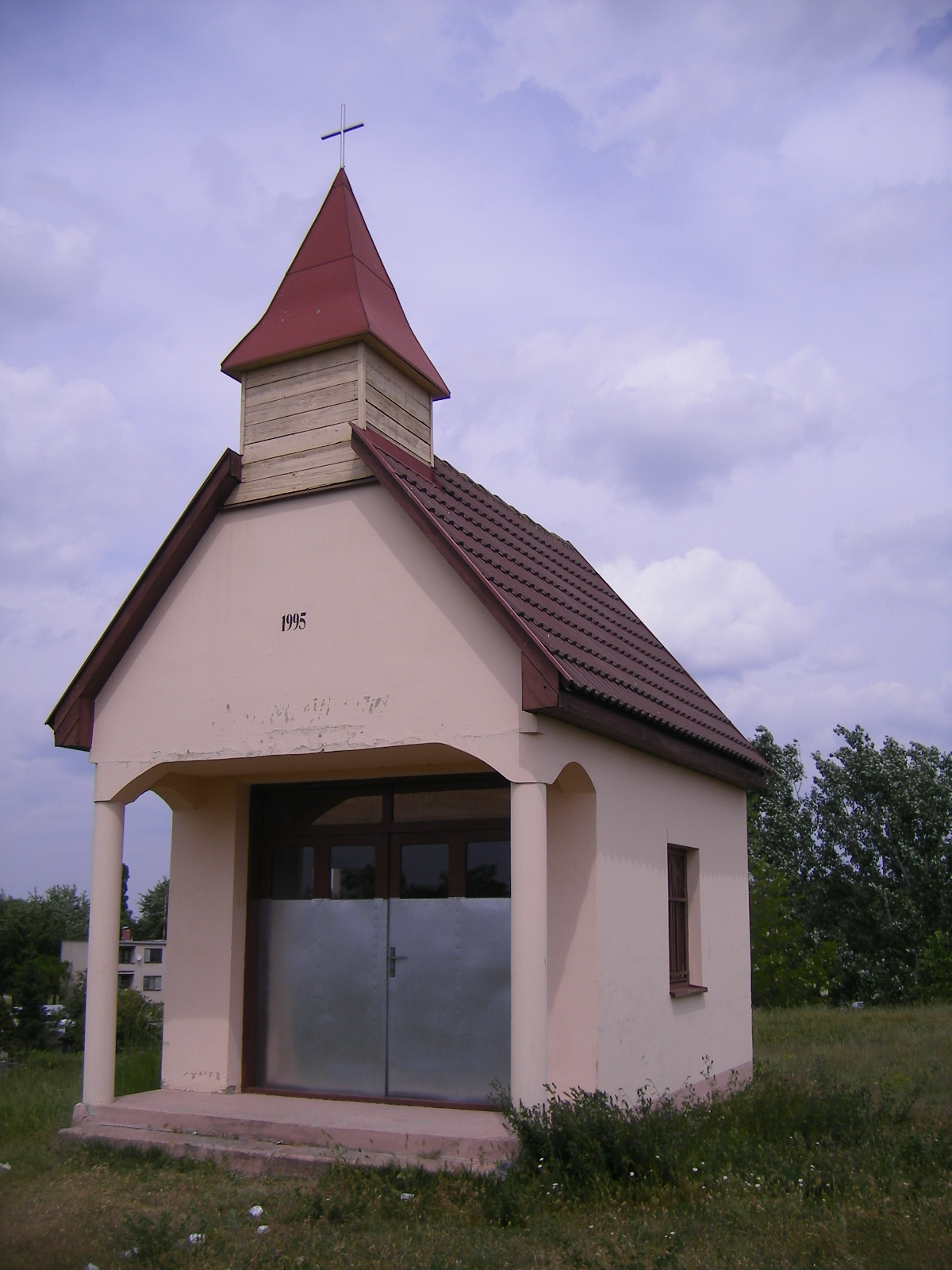
Kápolna a Kálvária-dombon
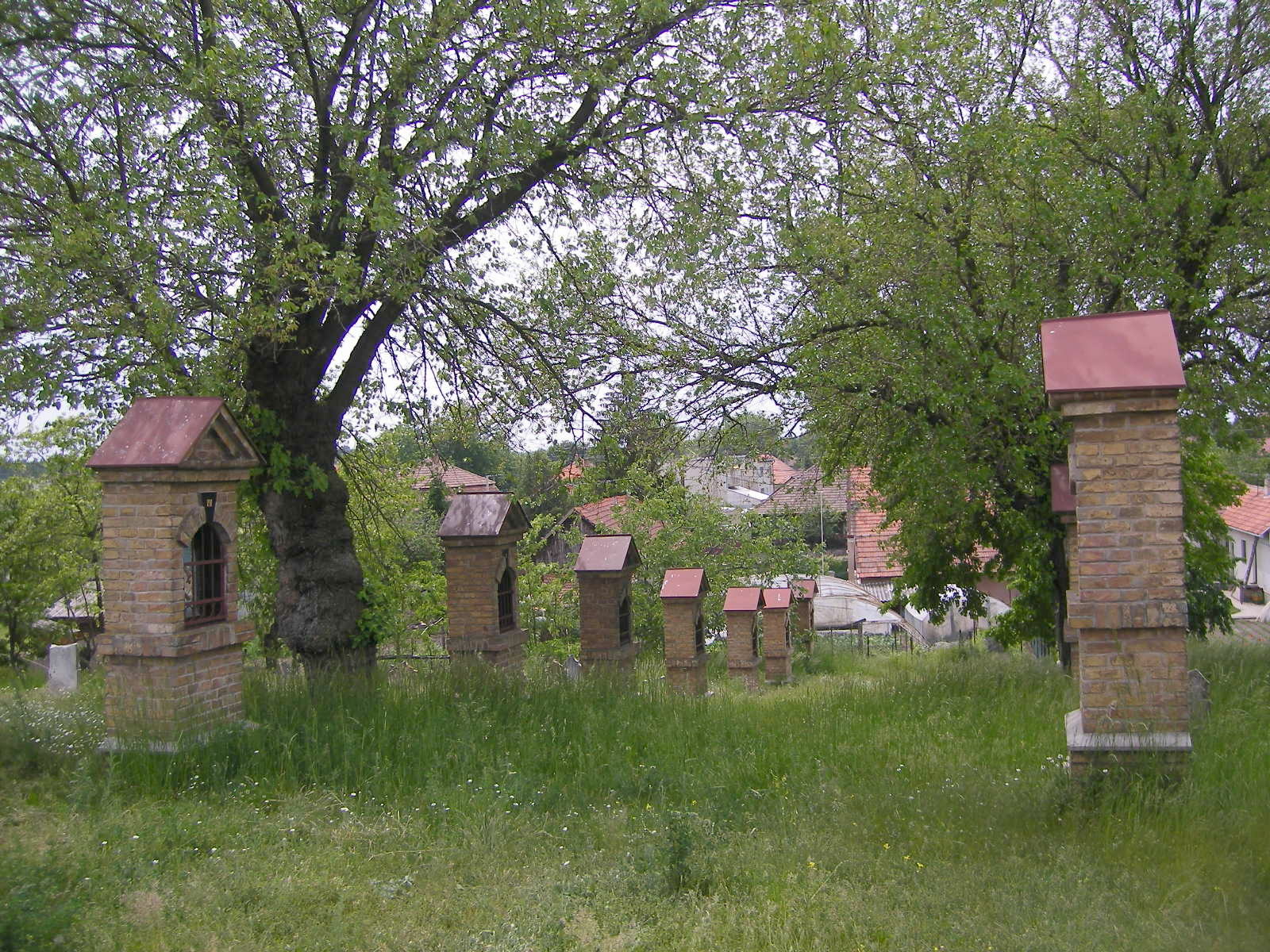
Kálvária
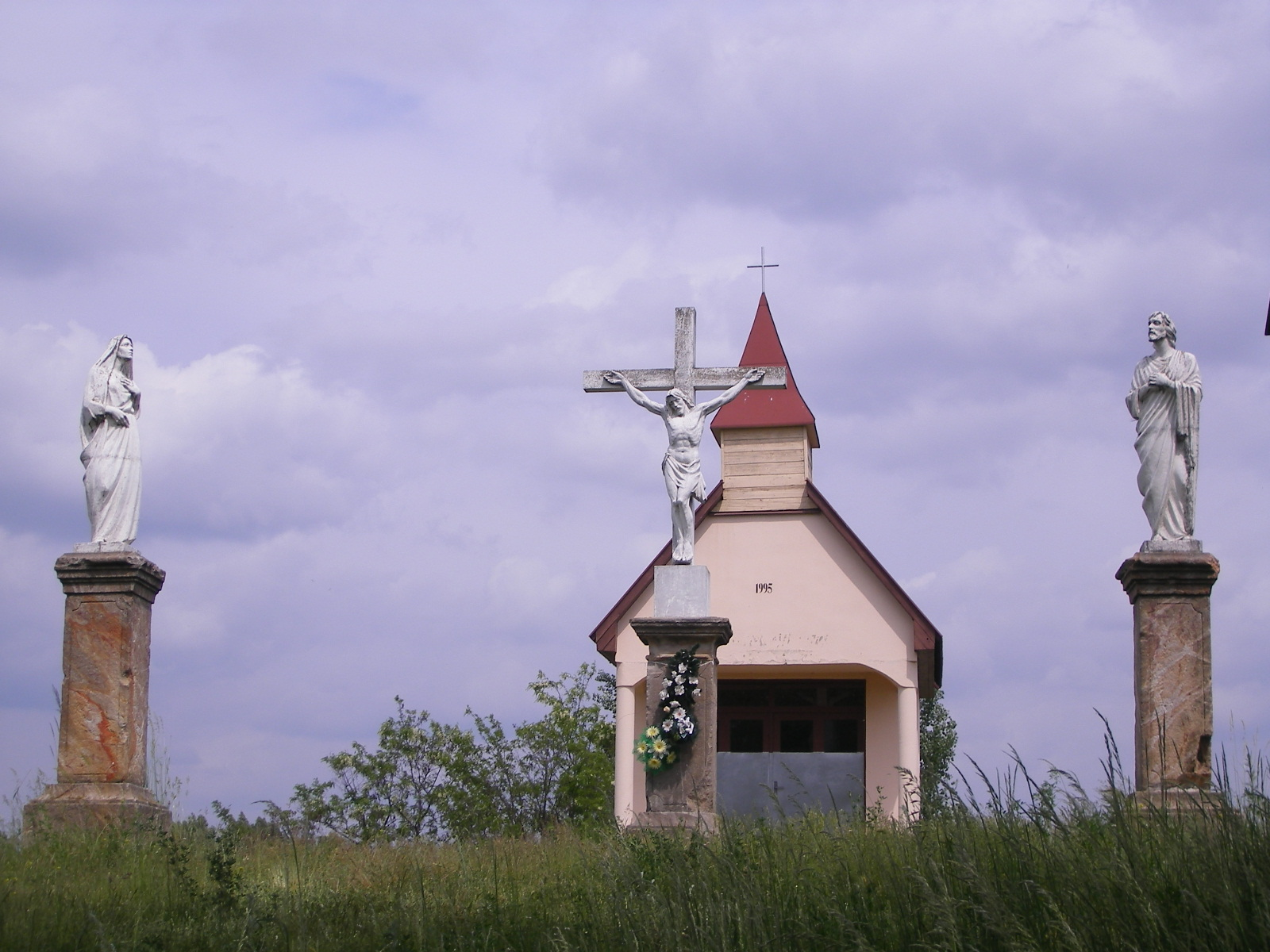
Kálvária
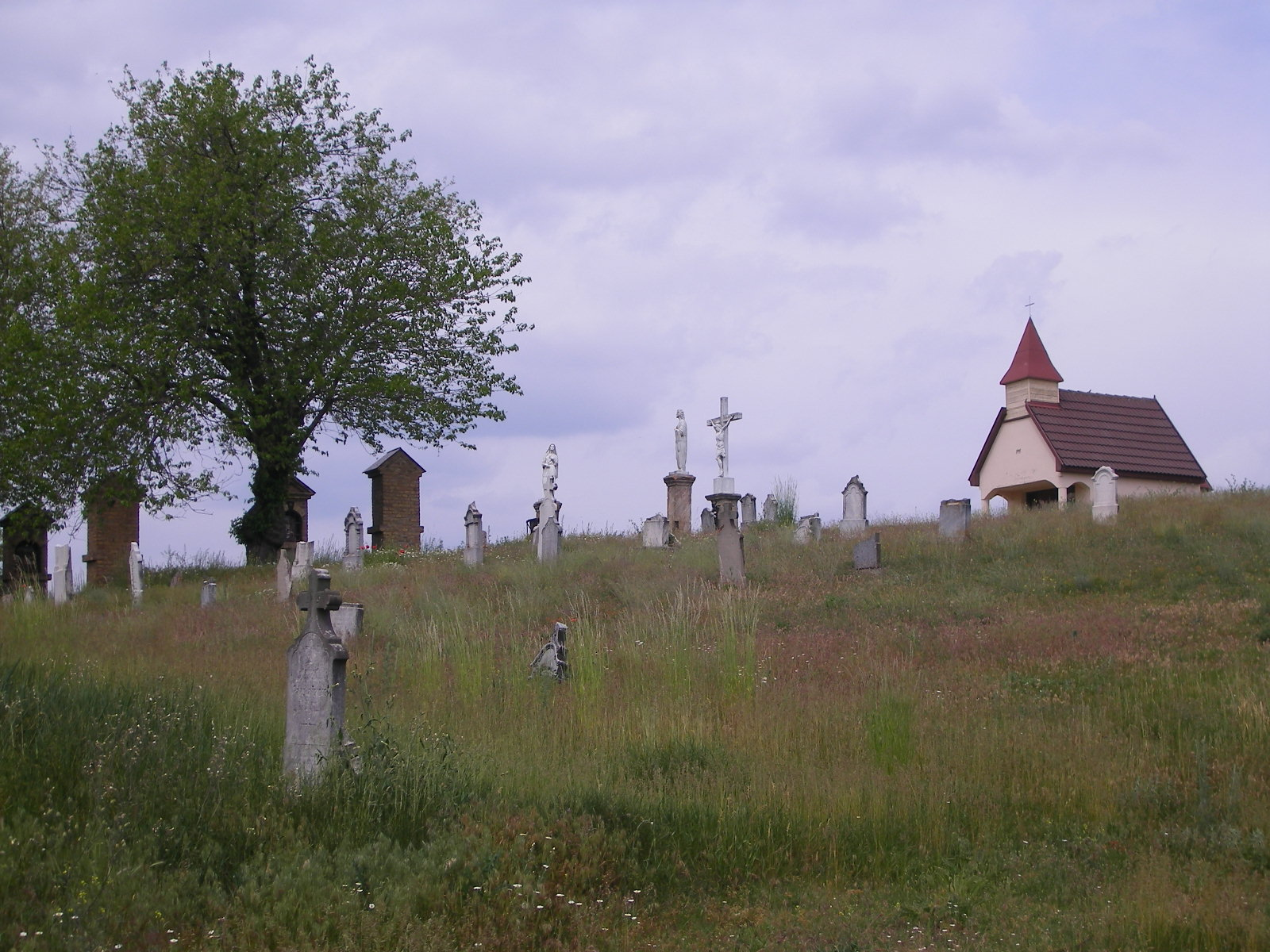
Kálvária
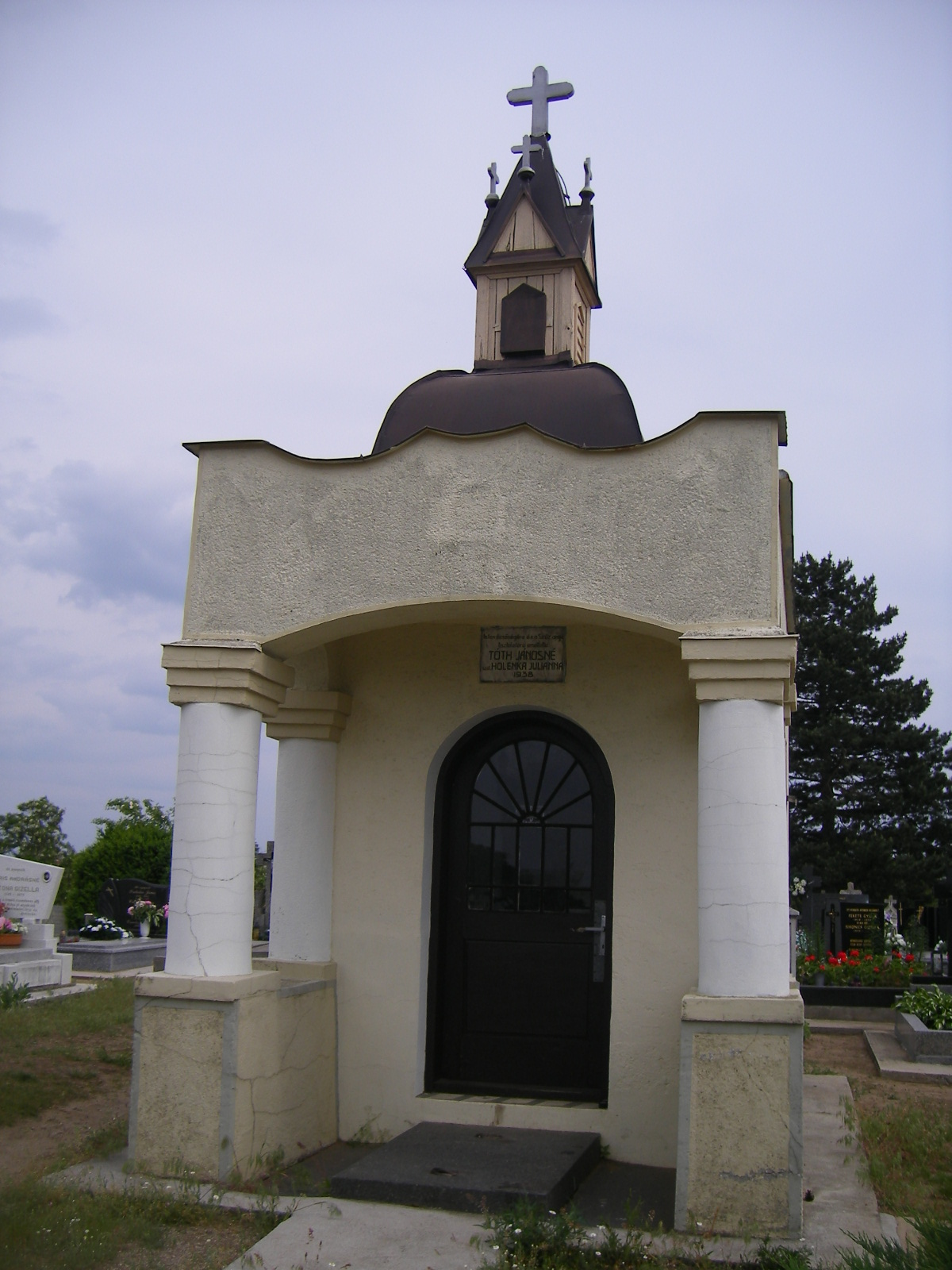
Kápolna az új temetőben
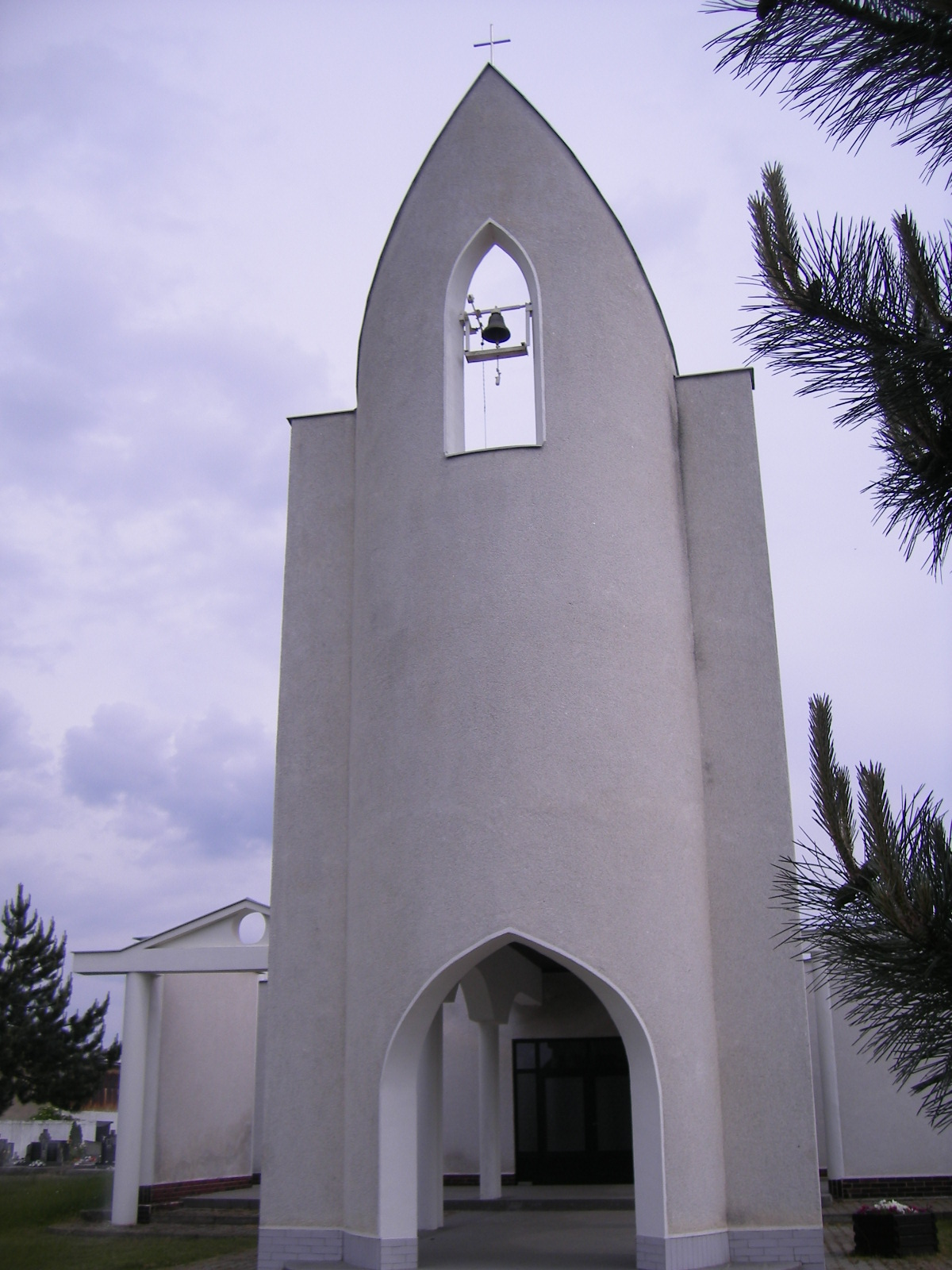
Harangtorony az új temetőben

### Szakrális kisemlékek

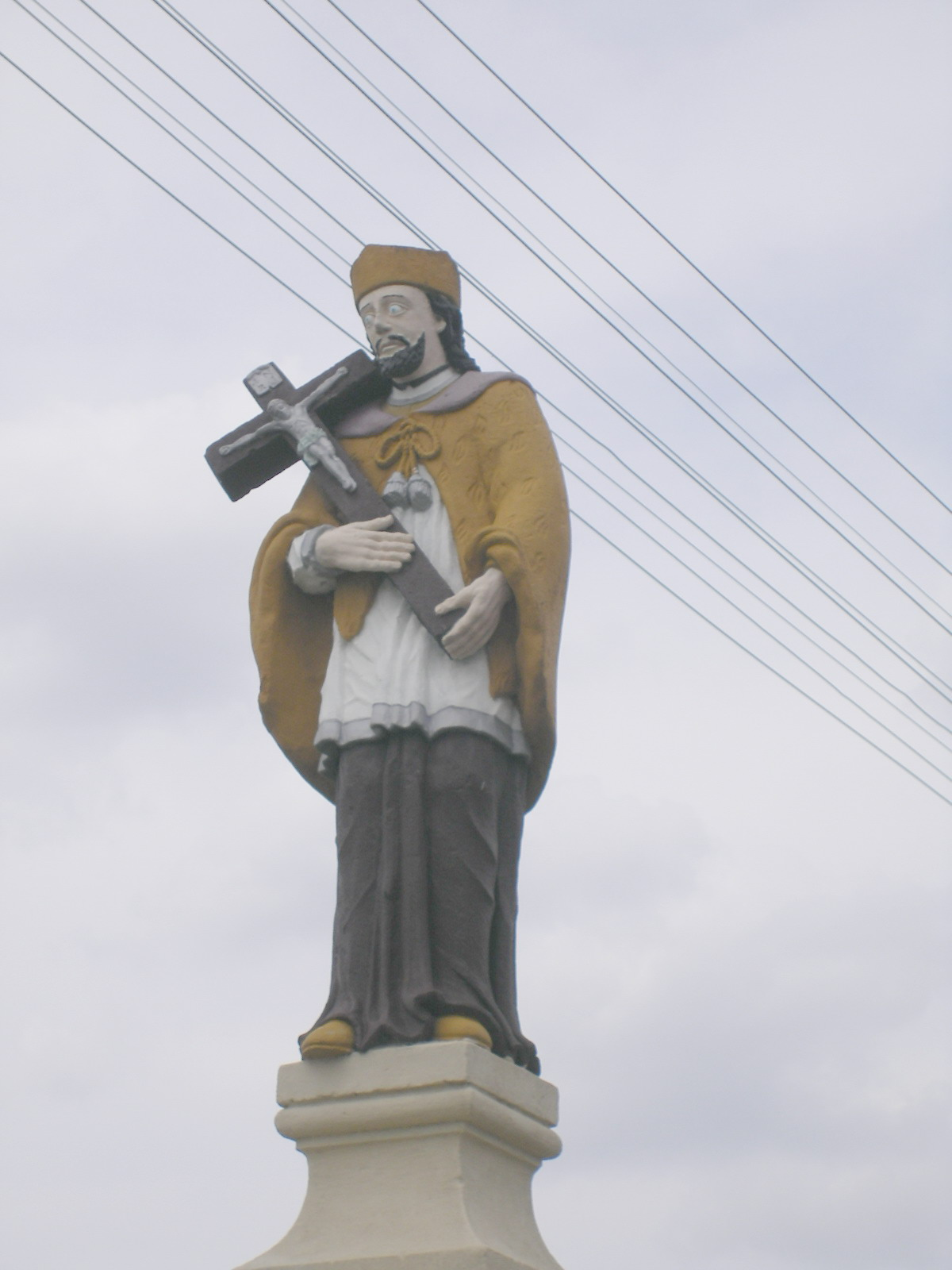
A régi templom helyén álló "Jánoska"-szobor
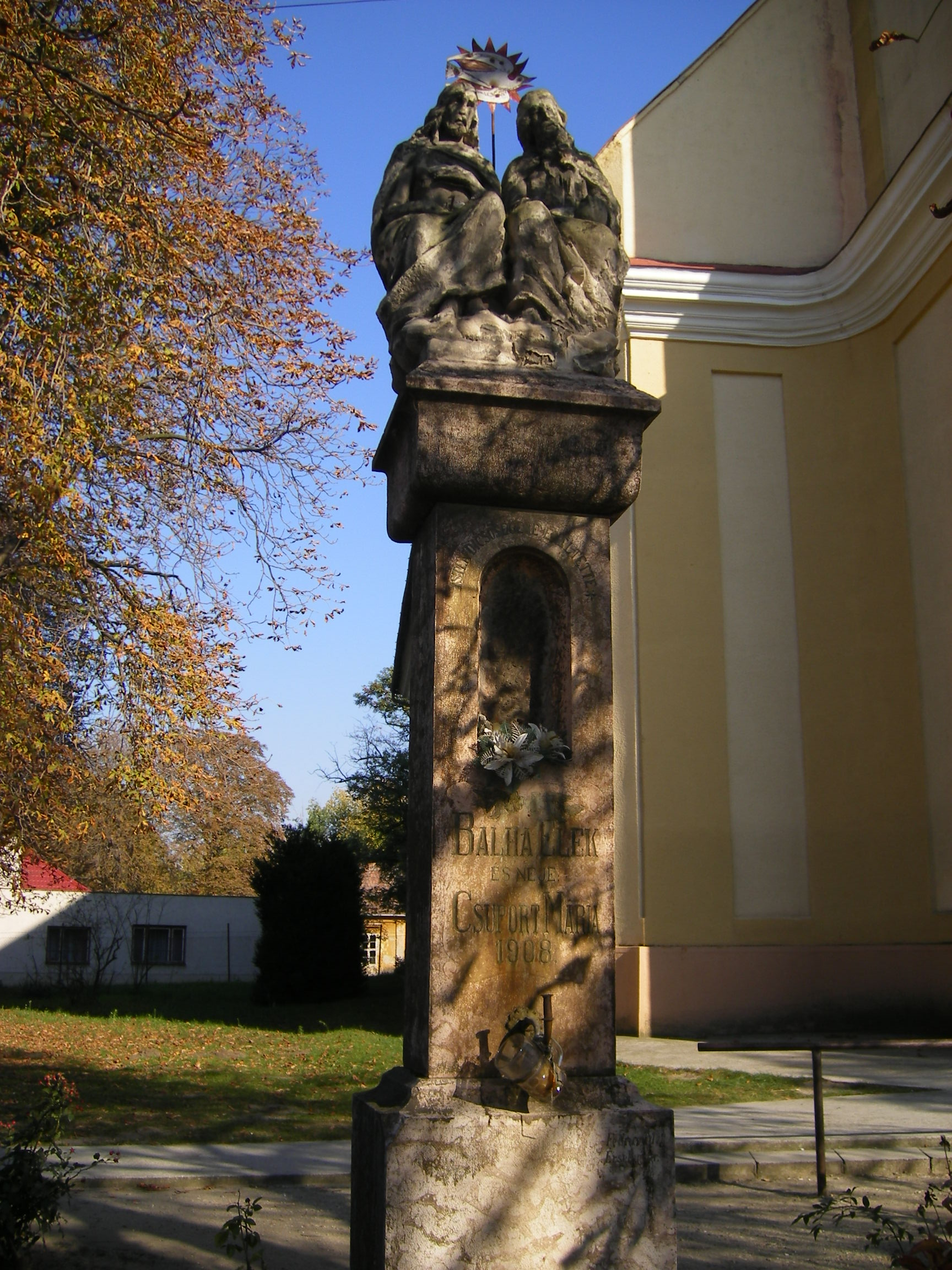
A Szentháromság-szobor a katolikus templom kertjében
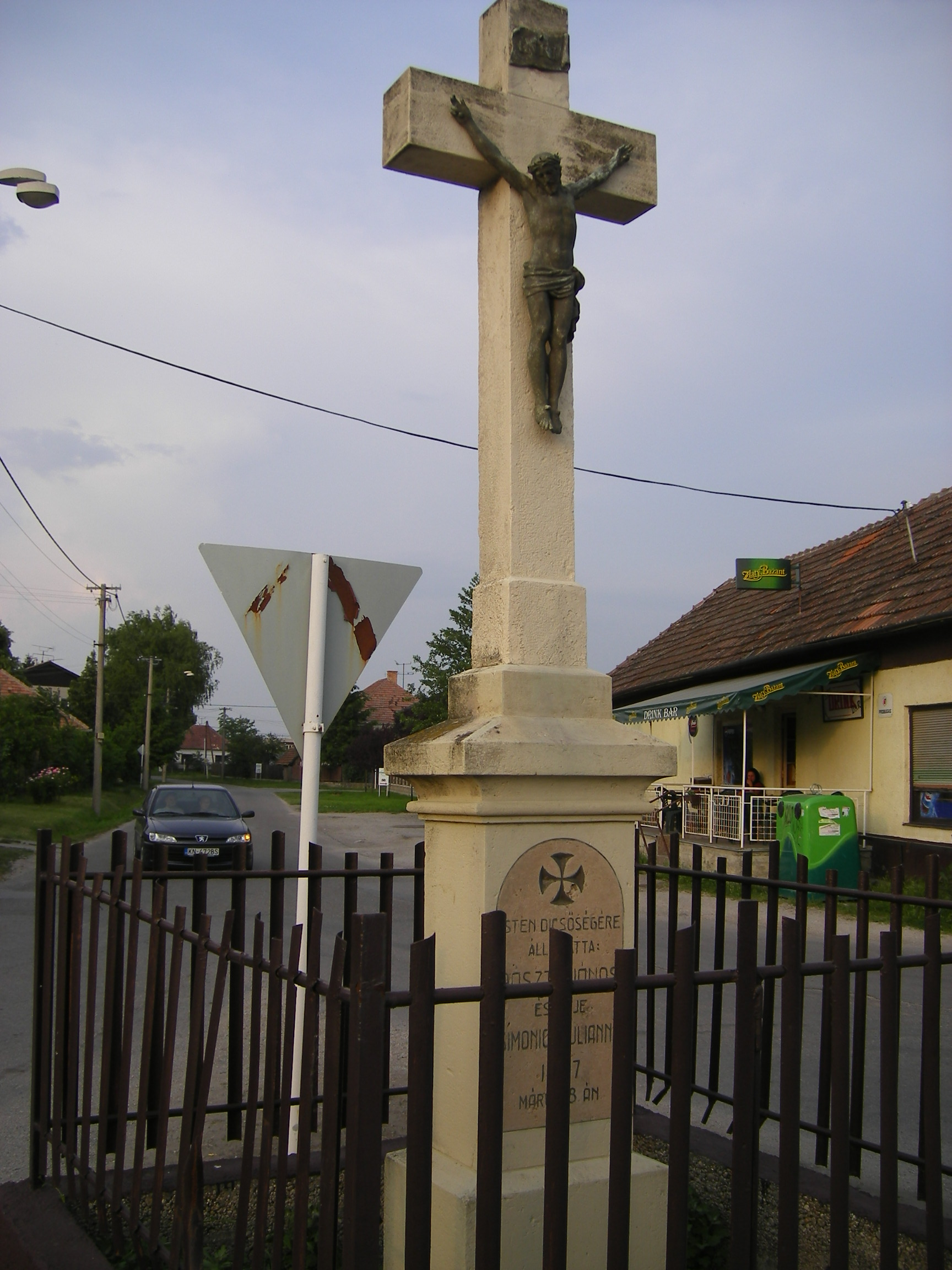
Az Új utcában álló kereszt
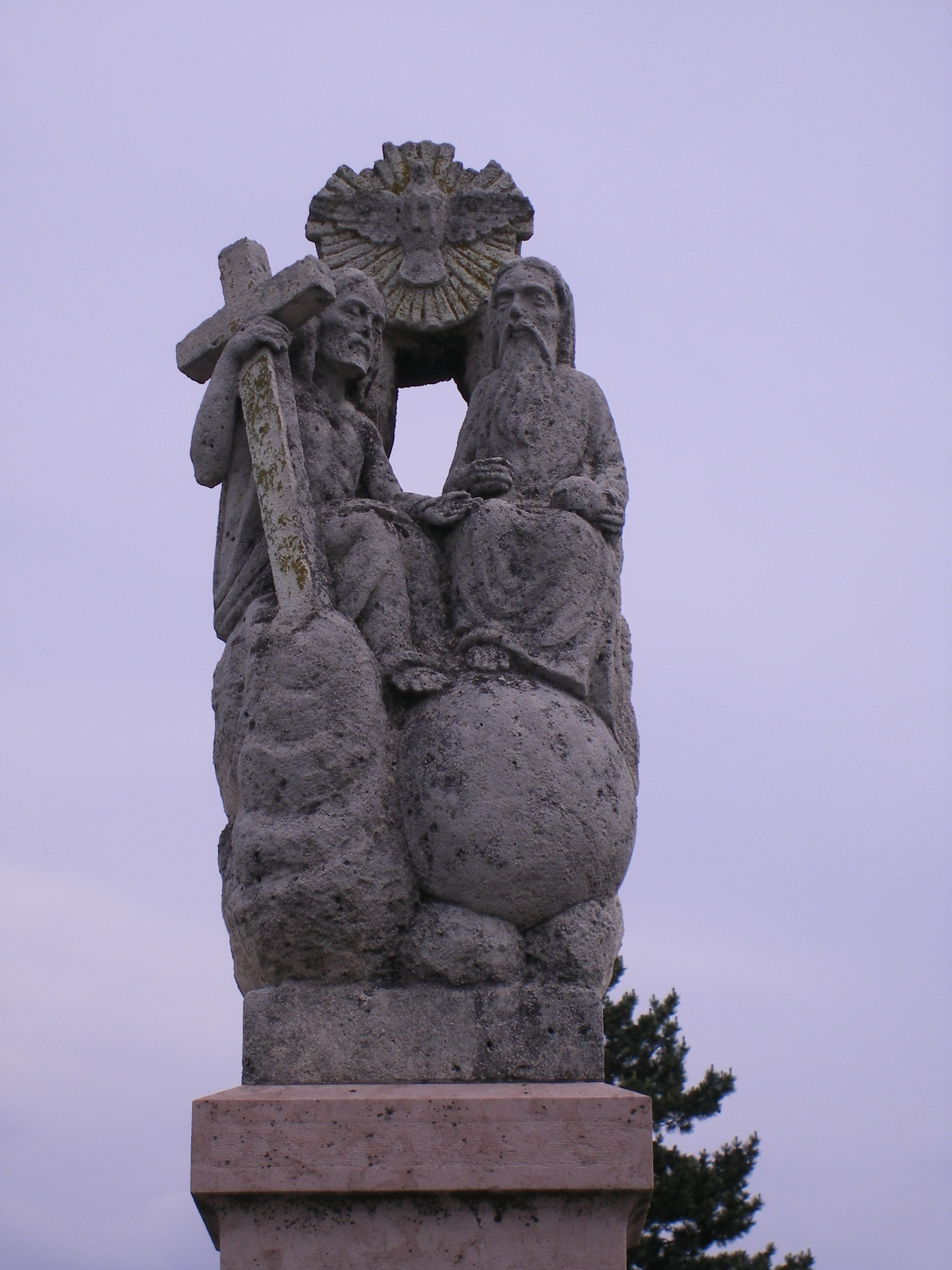
Szentháromság-szobor az új temetőben
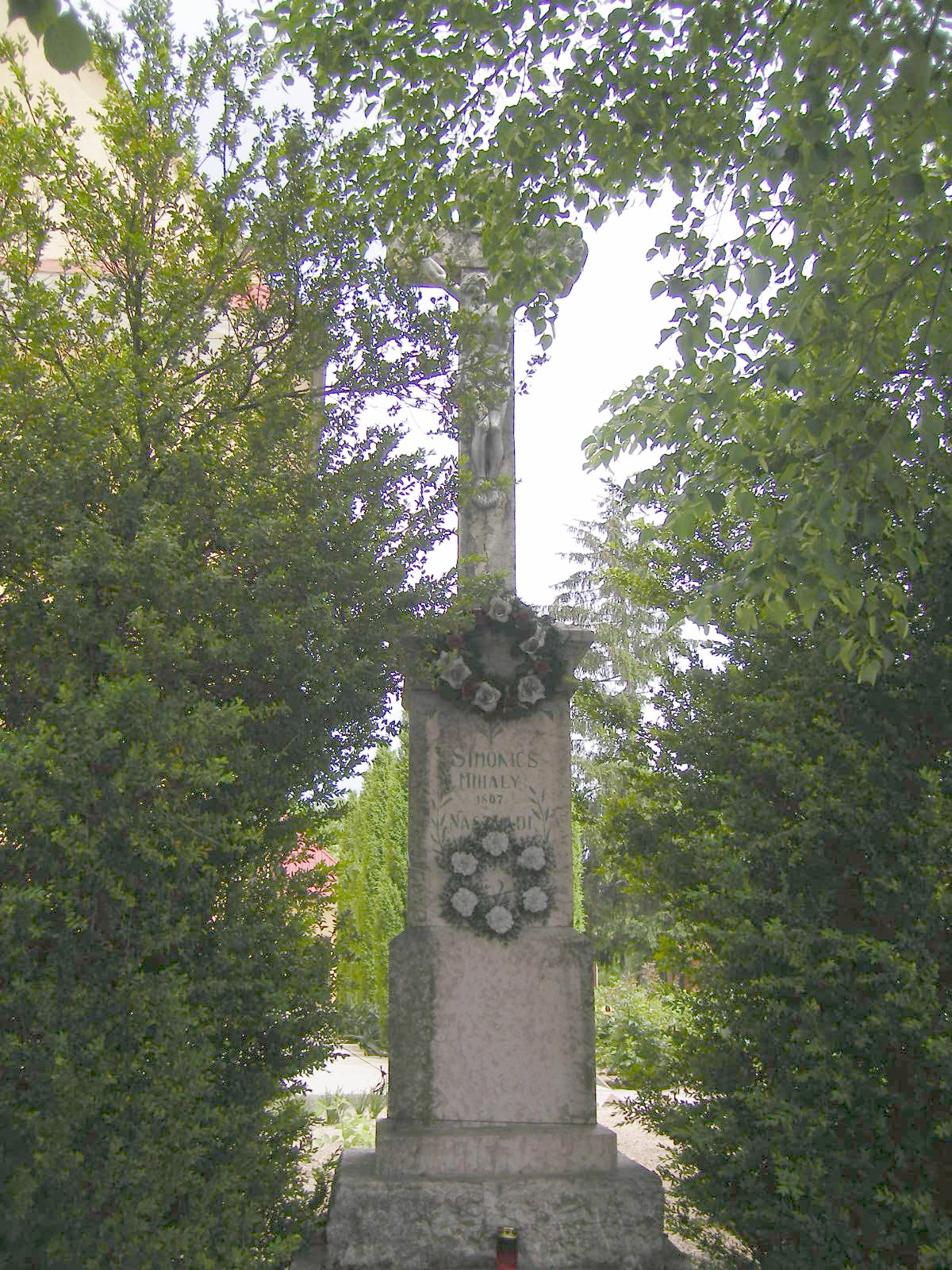
A templomkertben álló feszület
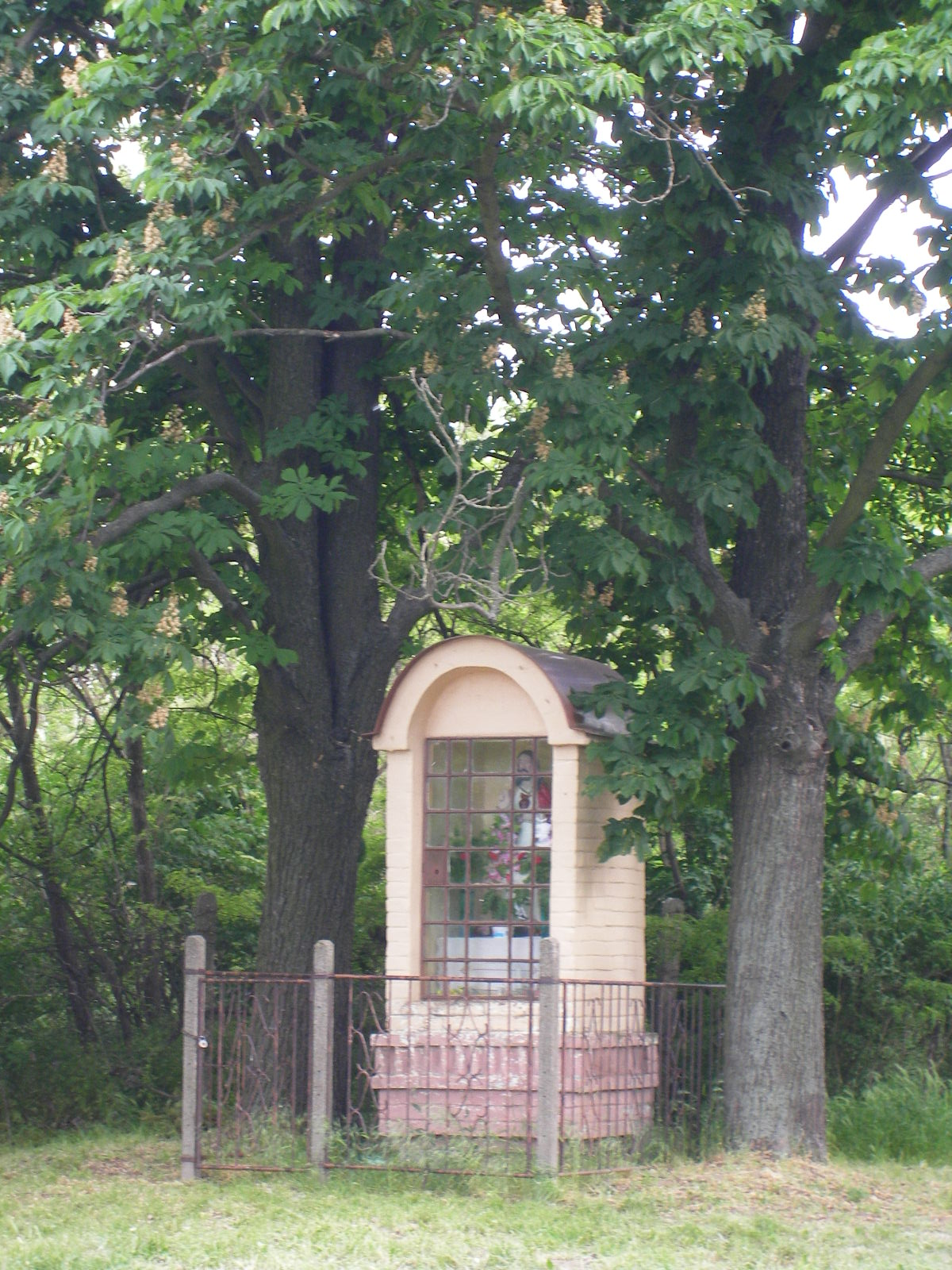
Az ímelyi úton álló Krisztus-szobor

### Egyéb

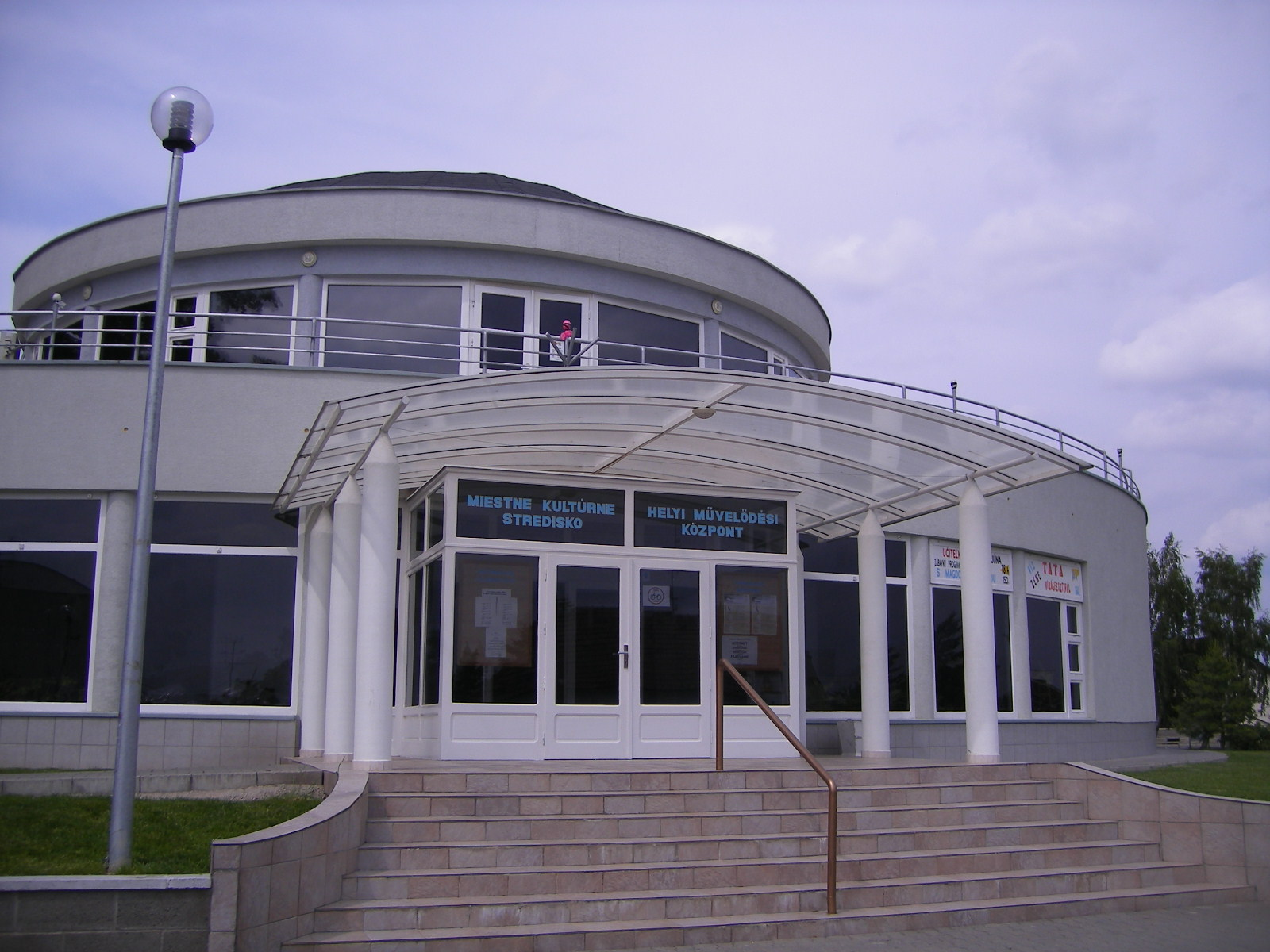
Művelődési központ
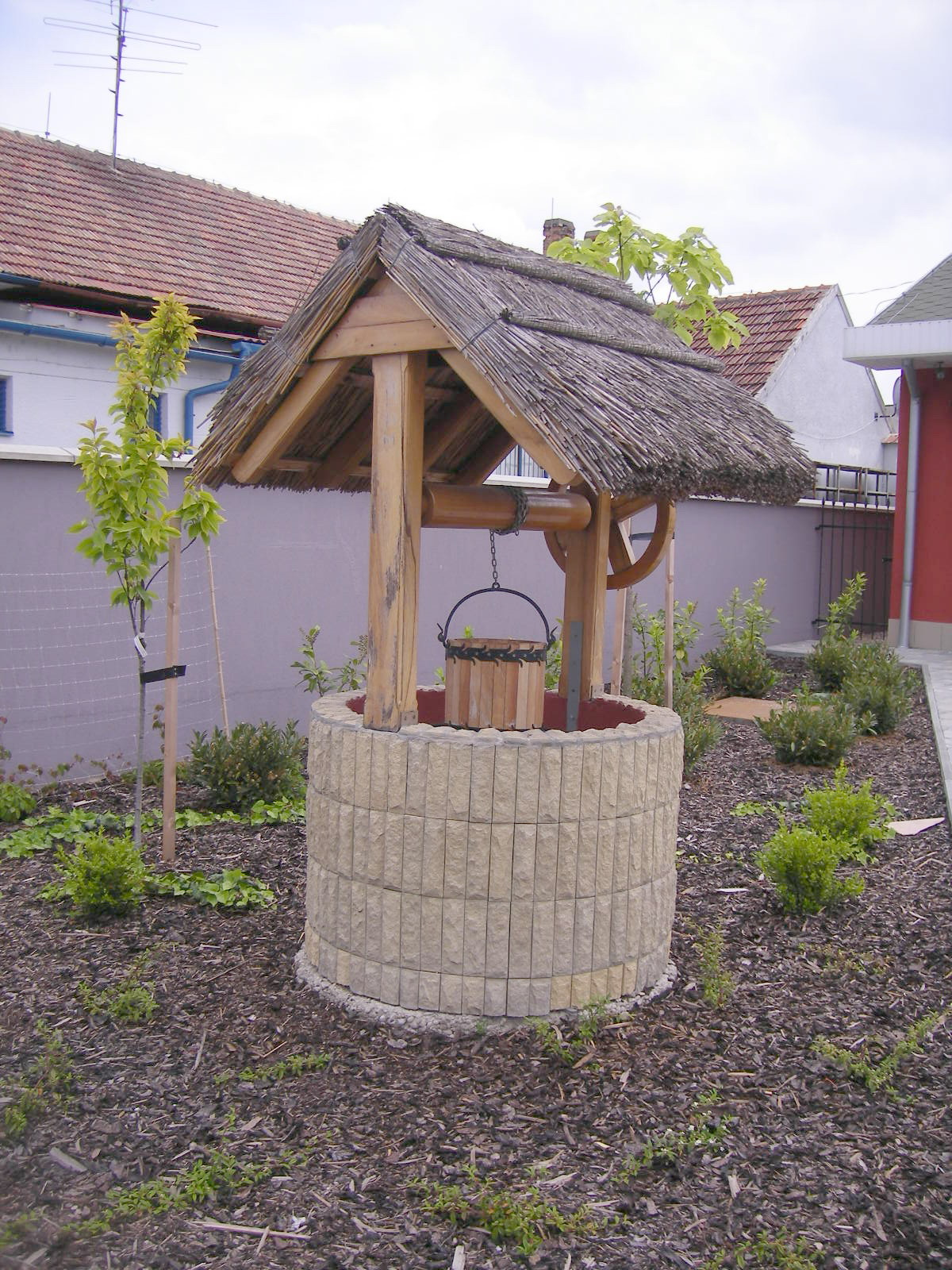
Kerekes kút
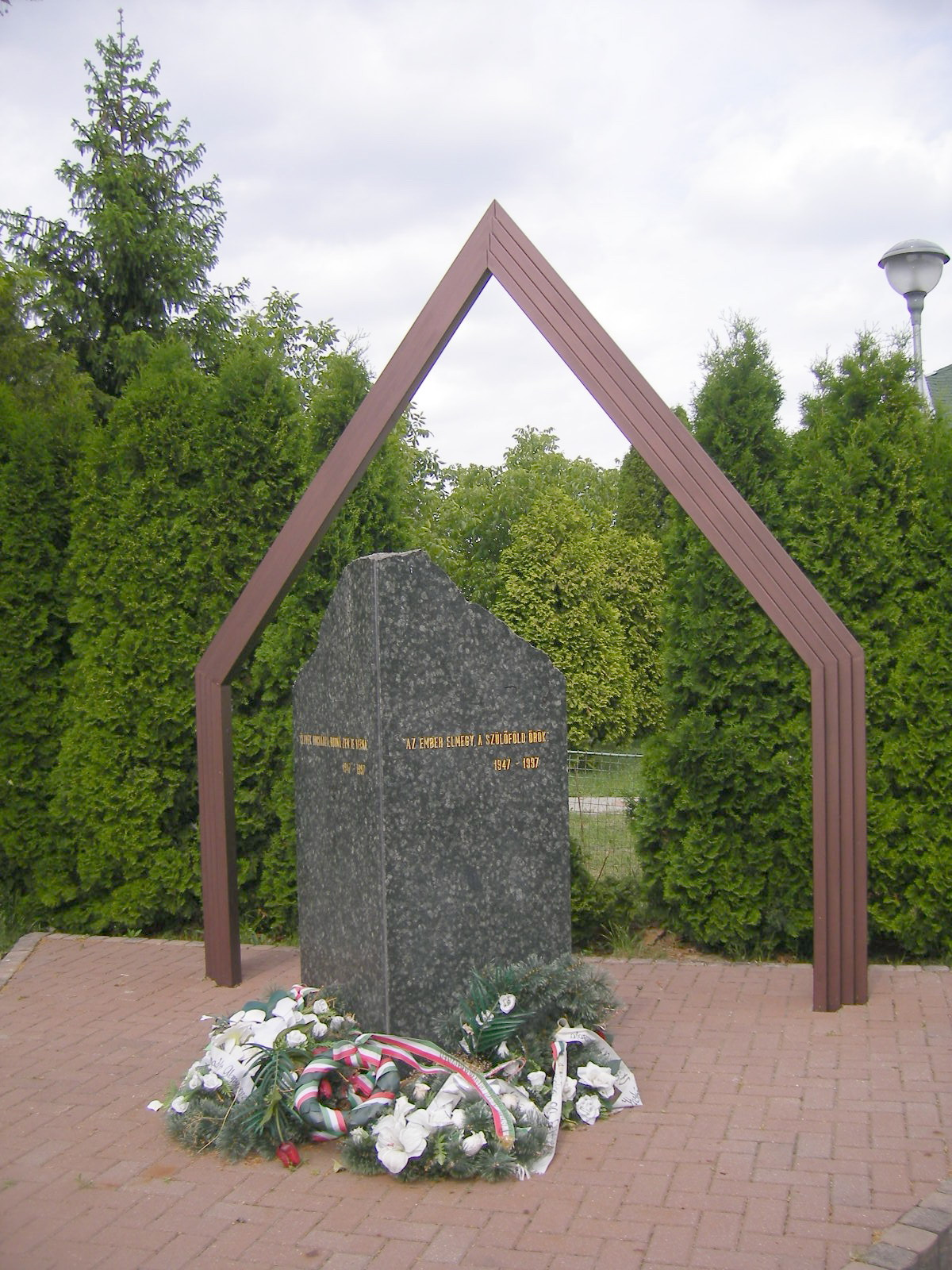
A kitelepítettek emlékműve
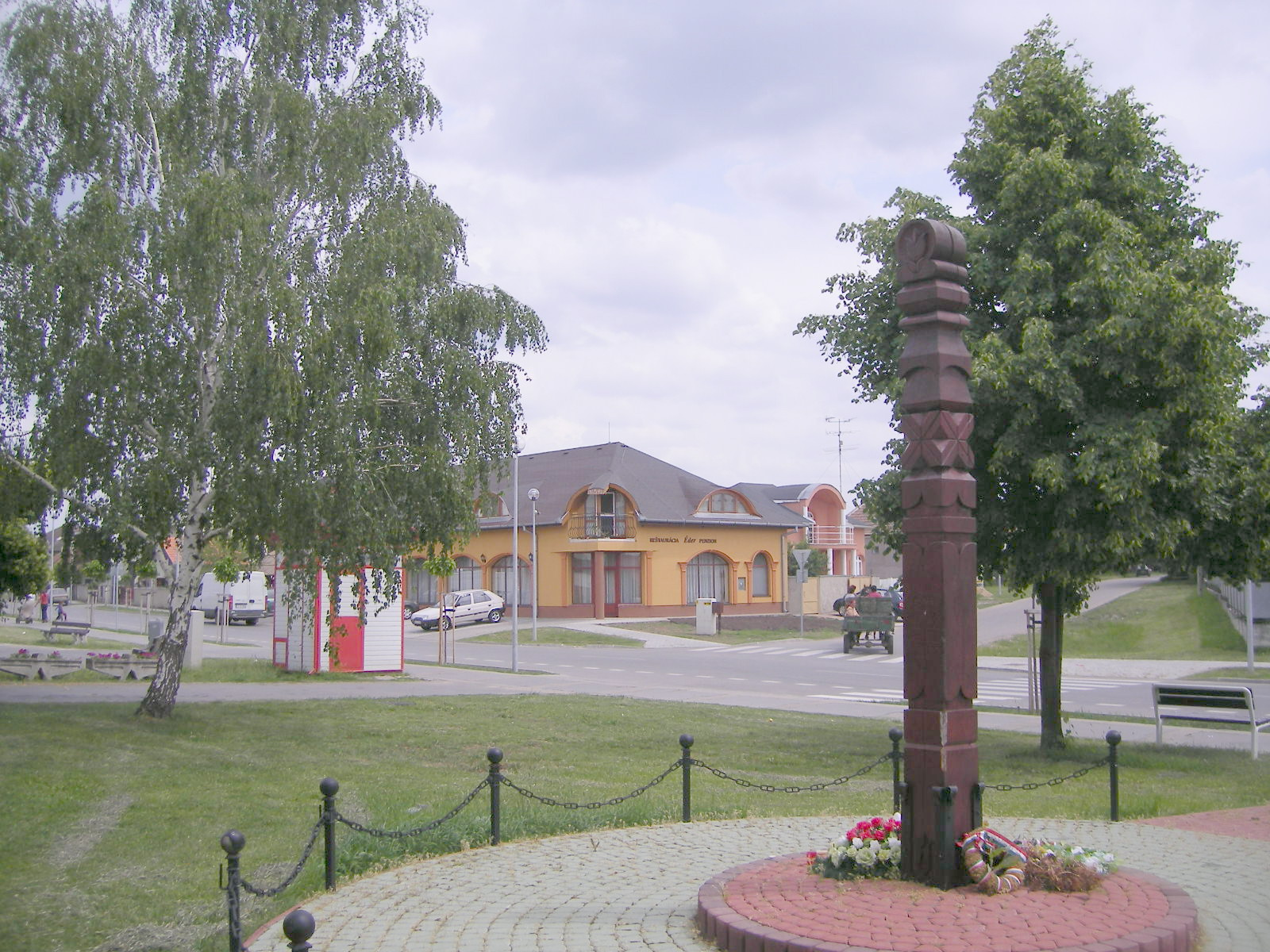
Kopjafa az Üzlet utcában
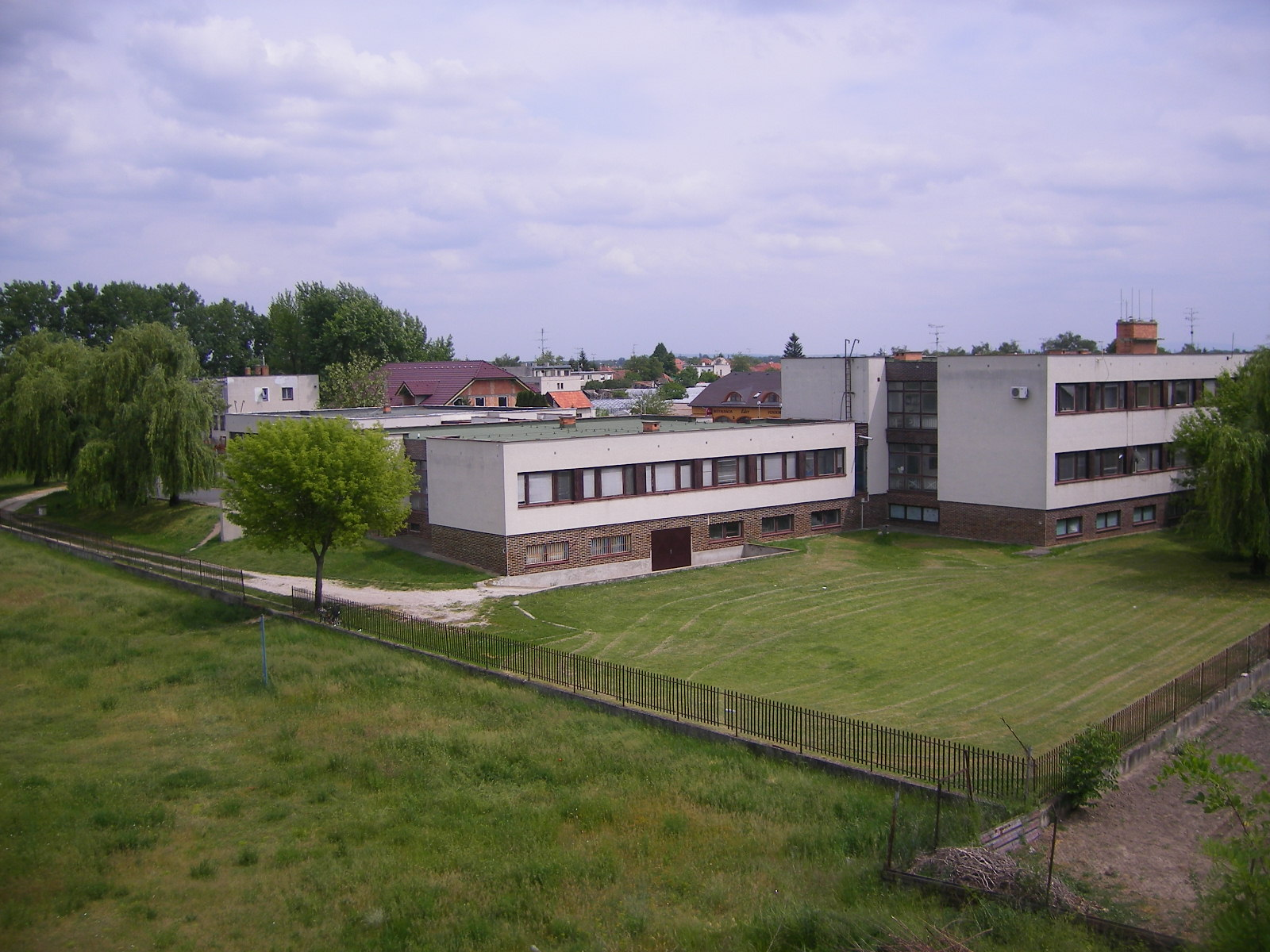
Az egészségügyi központ látképe a Kálváriáról
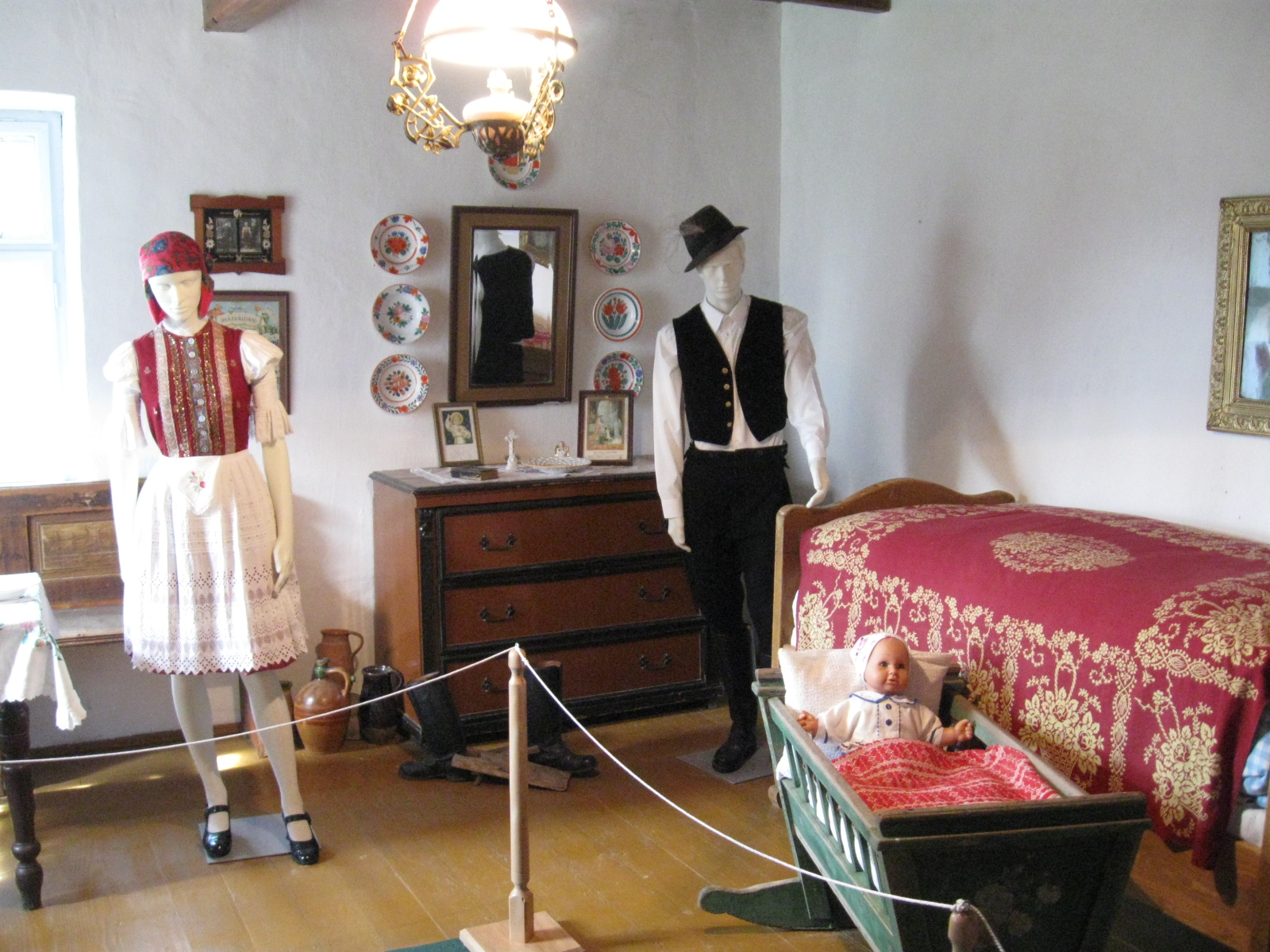
A falumúzeum tiszta szobája
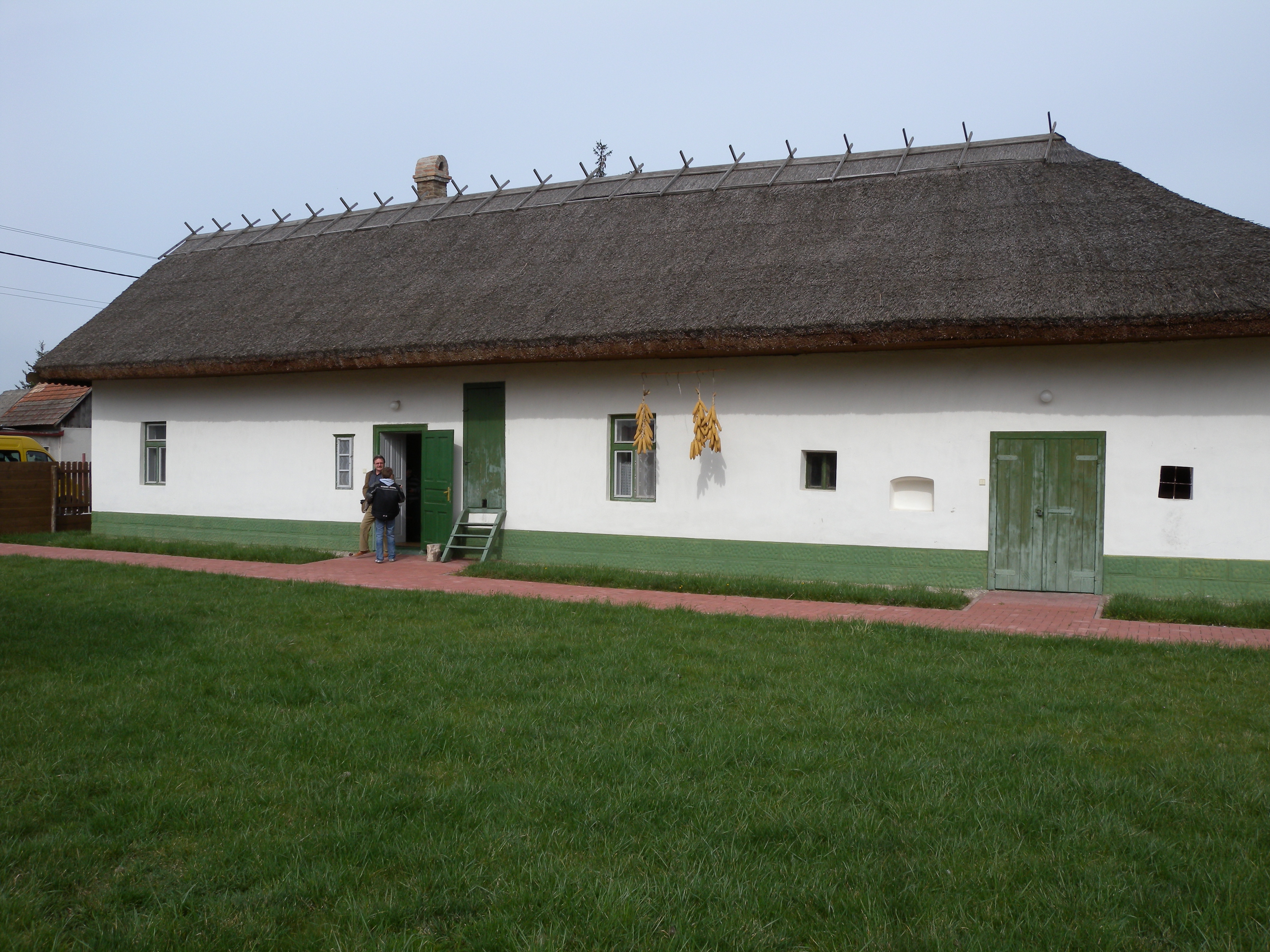
A falumúzeum udvara
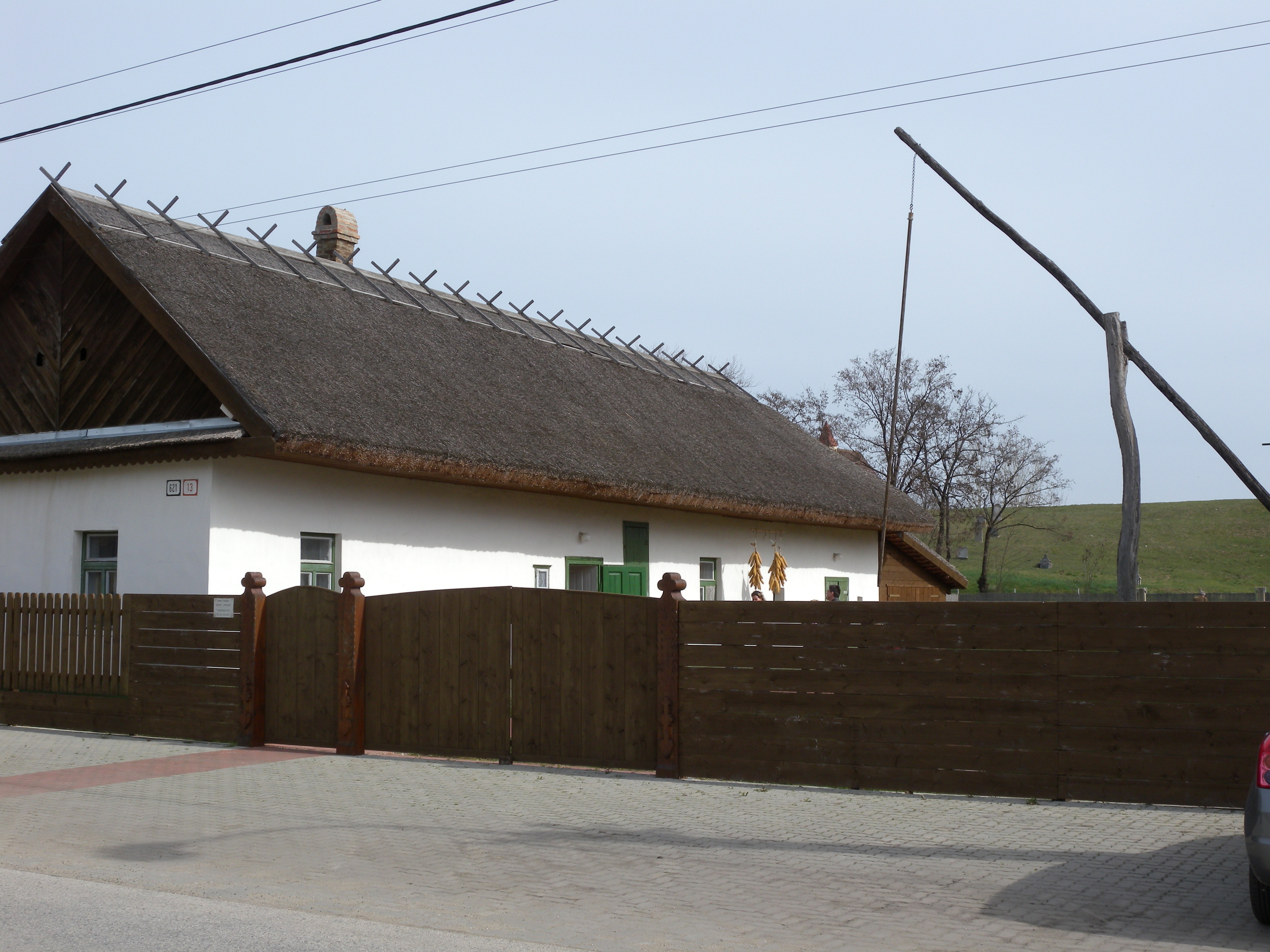
A falumúzeum frontja a gémeskúttal
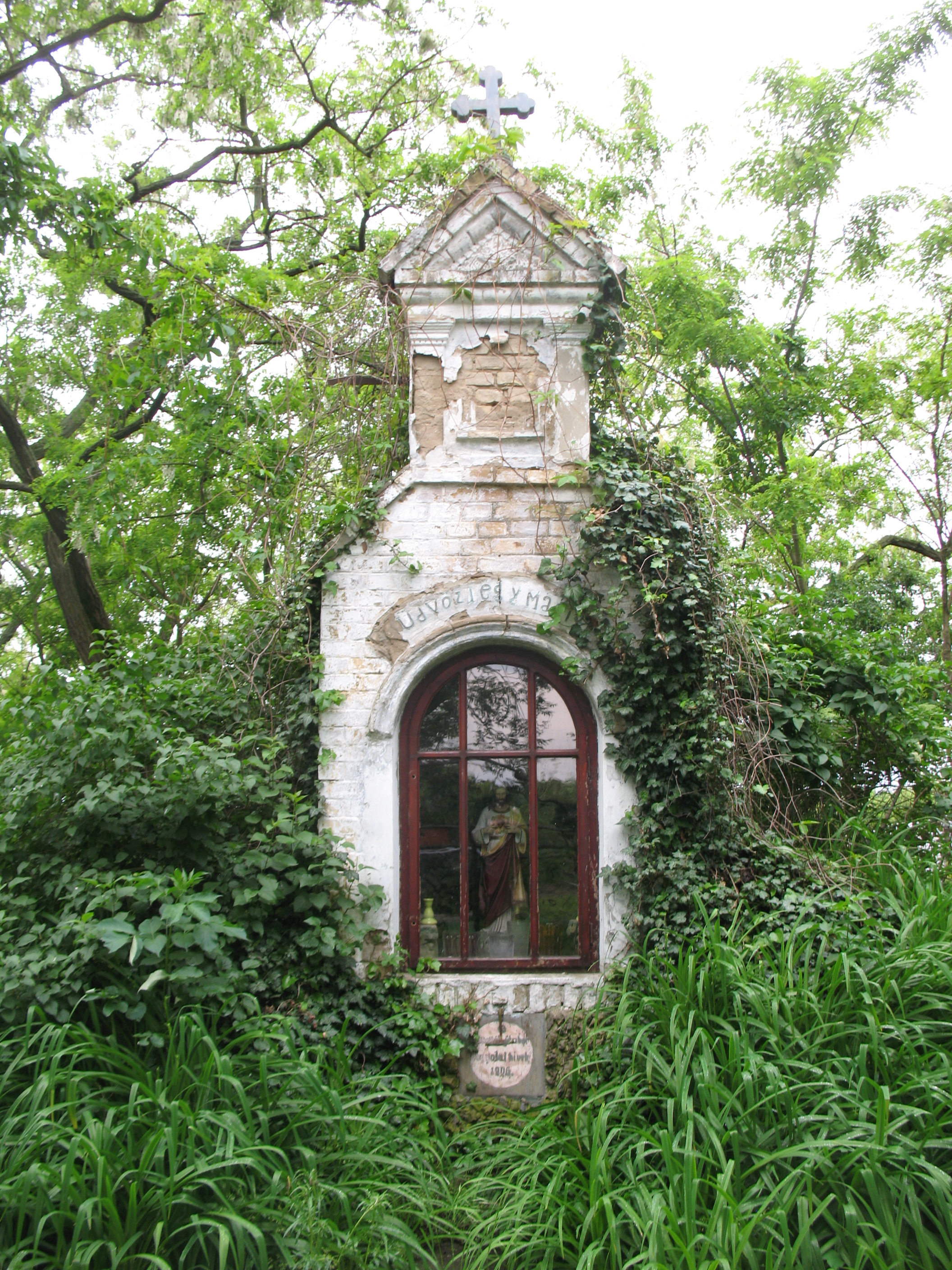
Anyala

## Testvértelepülések
- Felsőszentiván, Bács-Kiskun vármegye
- Kiskőrös, Bács-Kiskun vármegye
- Nagyigmánd, Komárom-Esztergom vármegye (2004 óta)

## Külső hivatkozások
- Naszvad honlapja
- E-obce.sk
- Községinfó

## Kapcsolódó lapok
- Verebélyi és szentgyörgyi érseki szék
- Az árgyélus kismadár (Naszvadon gyűjtött népdal)